# Países Baixos
Os Países Baixos (em neerlandês: Nederland AFI: [ˈneːdərˌlɑnt] (escutarⓘ), literalmente "país baixo"), informalmente conhecidos como Holanda, são uma nação constituinte do Reino dos Países Baixos localizada na Europa ocidental. O país é uma monarquia constitucional parlamentar democrática banhada pelo mar do Norte a norte e a oeste, que faz fronteira com a Bélgica a sul e com a Alemanha a leste. A capital é Amesterdãopt ou Amsterdãbr e a sede do governo é na cidade de Haia.
Geograficamente, os Países Baixos são um país de baixa altitude, com cerca de 27% de sua área e 60% de sua população situados abaixo do nível do mar. Uma significativa parte de seu território foi obtida através da recuperação e preservação de terras através de um elaborado sistema de pôlderes e diques. Grande parte dos Países Baixos é formada por um grande delta, o delta do Reno e Mosa.
Os Países Baixos são um país densamente povoado que é conhecido por seus moinhos de vento, tulipas, tamancos, cerâmica de Delft, queijo gouda, artistas visuais, bicicletas e, além disso, pelos valores tradicionais e virtudes civis, tais como a sua tolerância social, tendo se tornado conhecido por sua política liberal em relação as drogas, prostituição, eutanásia e aborto. É um dos países com melhor qualidade de vida do mundo, fator pelo qual possui um dos melhores Índices de Desenvolvimento Humano da Europa e do mundo, segmentado em sua forte política de assistência social e direitos considerados essenciais, como educação, saúde e segurança de qualidade, garantidos em nível máximo a seus habitantes. O país possui uma das economias capitalistas mais livres do mundo — 13ª posição entre 180 países de acordo com o Índice de Liberdade Econômica em 2019.
Entre outras afiliações, o país é membro fundador da União Europeia (UE), da OTAN, da OCDE, da OMC e assinou o Protocolo de Quioto. Junto com a Bélgica e com Luxemburgo, o país constitui a União Económica do Benelux. O país é palco de cinco tribunais internacionais: a Corte Permanente de Arbitragem, o Tribunal Internacional de Justiça, o Tribunal Penal Internacional para a antiga Jugoslávia, o Tribunal Penal Internacional e o Tribunal Especial para o Líbano. Os quatro primeiros estão situados em Haia assim como a sede da agência da UE de informação criminal, a Europol. Isto levou a cidade a ser apelidada de "capital judiciária do mundo".

## Etimologia
A região denominada Países Baixos (incluindo Bélgica, Países Baixos e Luxemburgo) e o País onde se situa a Holanda têm a mesma toponímia. Os nomes de lugares com Neder (ou lage), Nieder, Nether (ou baixo) e Nedre (em idiomas germânicos) e Bas ou inferior (em idiomas romances) estão sendo usados em locais em toda a Europa. Às vezes, eles são usados em uma relação lítica com um terreno mais alto que é consecutivamente indicado como superior, Boven, Oben ou Haut. No caso dos Países Baixos, a localização geográfica da região inferior foi mais ou menos a jusante do nome. A localização geográfica da região superior, no entanto, mudou tremendamente ao longo do tempo, dependendo da localização do poder econômico e militar que rege a área dos Países Baixos. Os romanos fizeram uma distinção entre as províncias romanas da Germania Inferior a jusante (atualmente parte da Bélgica e da Holanda) e da Germania Superior a montante (atualmente parte da Alemanha). A designação 'Baixo' para se referir à região retorna novamente ao ducado do século X do Baixo Lorena, que abrangeu grande parte dos Países Baixos. Mas, desta vez, a região superior correspondente é a Alta Lorena, atualmente no norte da França.
Os Duques da Borgonha, que governaram os Países Baixos no século XV, usaram o termo les pays de par deçà ("as terras daqui") para os Países Baixos, em oposição a les pays de par delà ("as terras de lá") para sua terra natal original: Borgonha, na atual região centro-leste da França. Sob o domínio dos Habsburgos, Les pays de par deçà se desenvolveu em pays d'embas ("terras aqui em baixo"), uma expressão deítica em relação a outras possessões dos Habsburgos como Hungria e Áustria. Isso foi traduzido como Neder-landen nos documentos oficiais holandeses contemporâneos. Do ponto de vista regional, Niderlant era também a área entre o Mosa e o baixo Reno no final da Idade Média. A área conhecida como Oberland (país alto) estava neste contexto, considerada como a região da atual Colônia.
A partir de meados do século XVI, o termo "Países Baixos" perdeu o seu significado lítico original. Era provavelmente o nome mais usado, além de Flandres, para designar a região do atual Países Baixos, especialmente na Europa, em língua românica. A Guerra dos Oitenta Anos (1568–1648) dividiu os Países Baixos em uma República Holandesa do norte independente (o país precursor da Holanda) e uma Holanda meridional controlada pela Espanha (o estado precursor da Bélgica). Hoje, os Países Baixos é uma designação que inclui os países da Holanda, Bélgica e Luxemburgo, embora na maioria dos idiomas romances, o termo "Países Baixos" seja usado como o nome especificamente dos Países Baixos. É usado como sinônimo do termo mais neutro e geopolítico Benelux.
Em sentido estrito, o nome Holanda designa a região formada pelas províncias de Holanda do Norte e Holanda do Sul.
Foram ainda propostas as grafias alternativas "Neerlândia", por Ivo Xavier, e "Nederlândia", por José Pedro Machado.
Em 2019, o governo dos Países Baixos lançou uma campanha para que a nação fosse designada como "Países Baixos", e que o topônimo "Holanda" fosse evitado quando se referindo a todo país.
Em 1 de Janeiro de 2020, a Holanda passou a ter um novo logotipo e a designar-se oficialmente por Netherlands, i.e., Países Baixos.

## História

### Pré-História, Roma e Idade Média

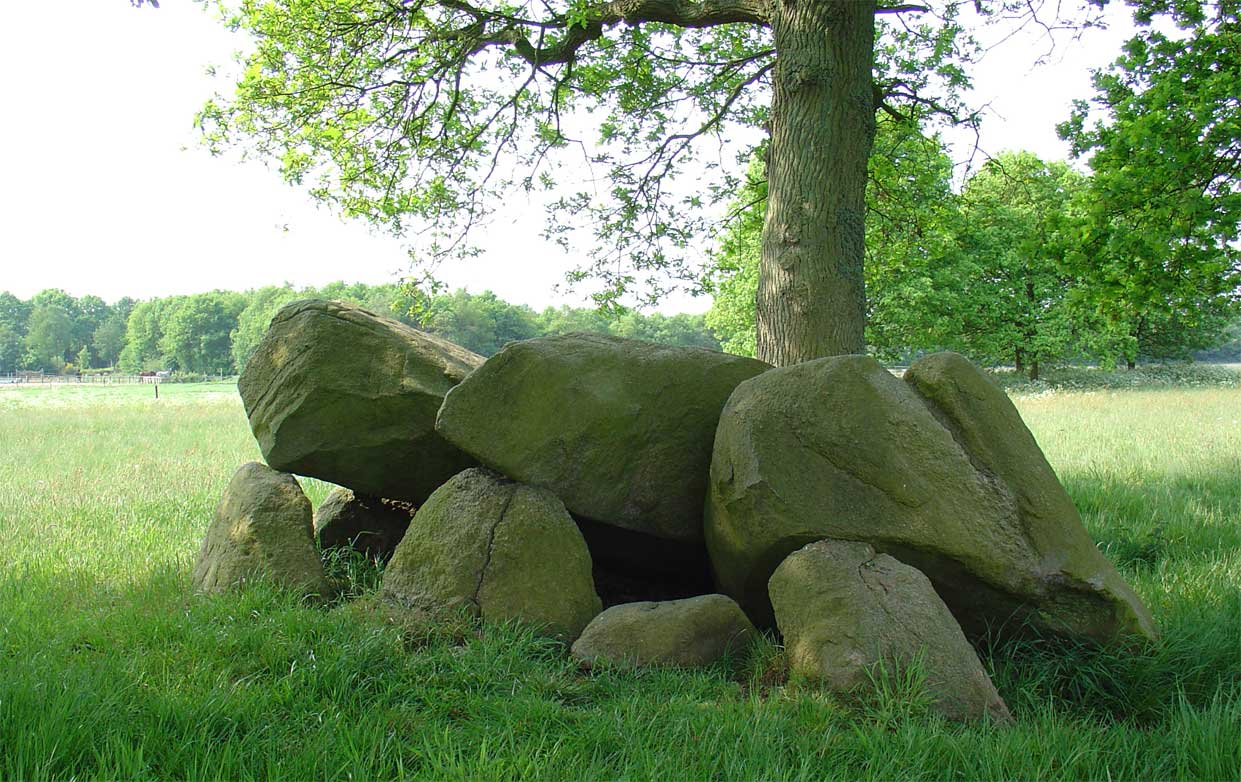
Dólmen em Drente

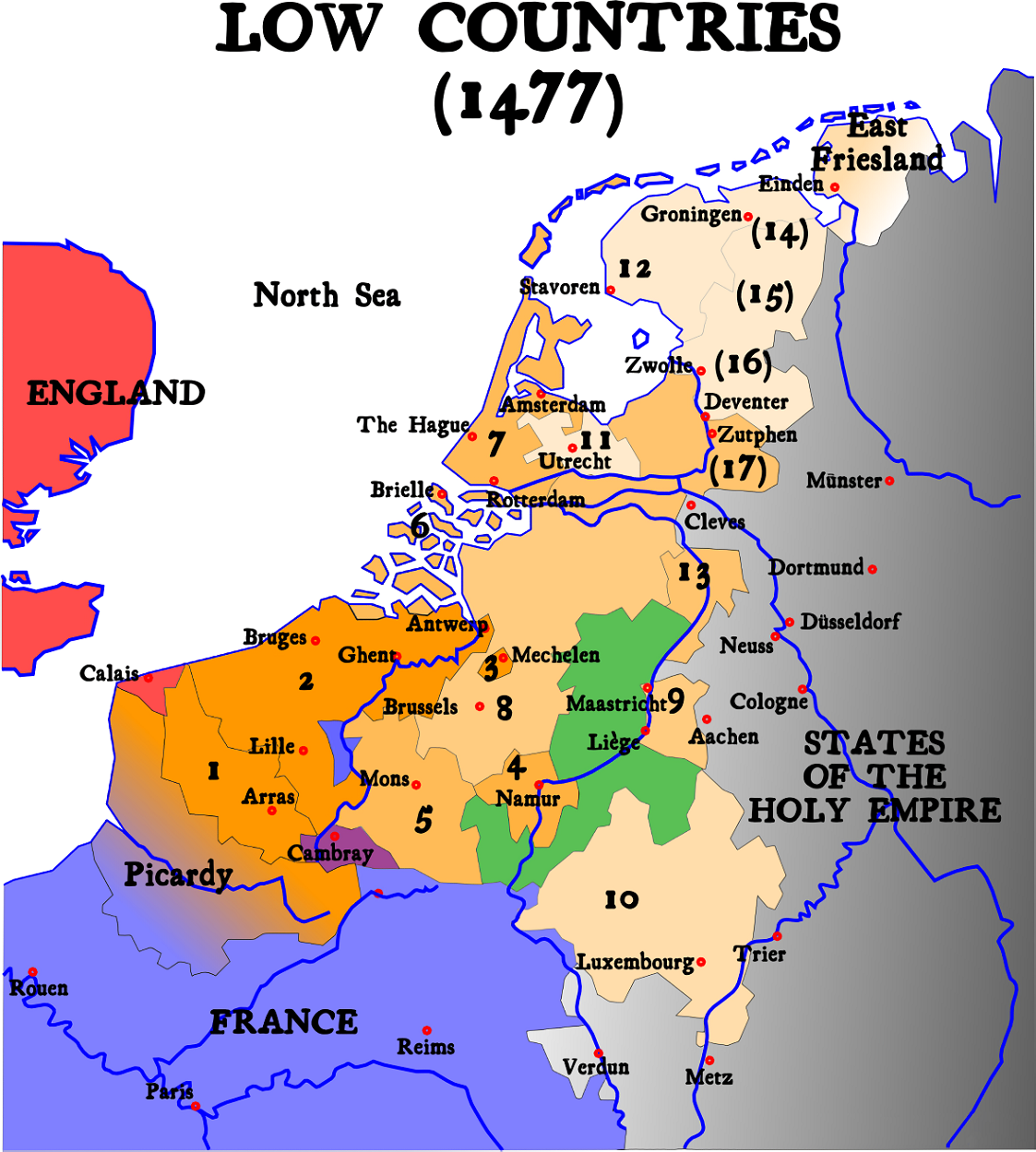
Mapa das Dezessete Províncias (1477)

Os Países Baixos têm sido habitados desde a última glaciação; os vestígios mais antigos encontrados têm uma antiguidade de 100 000 anos, quando o país possuía um clima de tundra com uma vegetação muito escassa. Seus primeiros povoadores eram caçadores-coletores. Ao final da Era do Gelo a área passou a ser habitada por vários grupos paleolíticos. Um destes grupos fabricava inclusive canoas (6 500 a.C.) A agricultura chegou por volta do ano de 5 000 a.C. porém somente foi praticada nas planícies do extremo sul do país (Limburgo do Sul). Os coletores-caçadores da cultura Swifterbant estiveram presentes a partir de 5 600 a.C. Eles desenvolveram uma sociedade agrícola entre 4 300−4 000 a.C. Os primeiros restos notáveis da Pré-História foram os dólmens que foram encontrados na província de Drente, e foram provavelmente construídos pelas pessoas pertencentes à cultura de Funnelbeaker entre 4 100 e 3 200 a.C.
A primeira evidência do uso de rodas está datada em torno de 2 400 a.C., e provavelmente está relacionada com a cultura do vaso campaniforme. Esta cultura também demonstrou algumas experiências com o uso do cobre. A Idade do Bronze provavelmente começou ao redor de 2 000 a.C. como é o caso da tumba do "Ferreiro de Wageningen". Depois desta descoberta, mais objetos da Idade do Bronze apareceram, como em Epe, Drouwen e principalmente em Drente, que devido a grande quantidade de objetos encontrados como contas de estanho, colares etc. indica-nos que era um centro comercial na época. A riqueza dos Países Baixos na Idade do Ferro pode ser vista na "Tumba do rei de Oss" (datada de 500 a.C.), ali um verdadeiro rei foi enterrado com alguns de seus objetos, como uma espada de ferro com inscritos em ouro, no que é a maior tumba da Europa Ocidental, com 53 metros de largura. Na época da chegada dos romanos, os Países Baixos se encontravam habitados por várias tribos germânicas que haviam se assentado provavelmente em 600 a.C., tal como os frísios. Tribos celtas assentaram-se ao sul.
No século I a.C., os romanos conquistaram a parte sul do país, onde criaram a província da Germânia Inferior. Os romanos foram os primeiros a construir cidades no país, como Utreque, Nimega e Mastrique. Na época da ocupação romana, que se mantém até ao século IV, a região dos Países Baixos era povoada por tribos célticas e germânicas. Os Saxões estabelecem-se a leste dos futuros Países Baixos e os Francos ocuparam os territórios meridionais. A cristianização só se completa no final do século VIII, com a submissão destes povos a Carlos Magno. A administração carolíngia permite o desenvolvimento da atividade económica, enquanto nasce uma indústria têxtil.

### Habsburgos, república, dominação francesa e reino
No reinado de Carlos V 

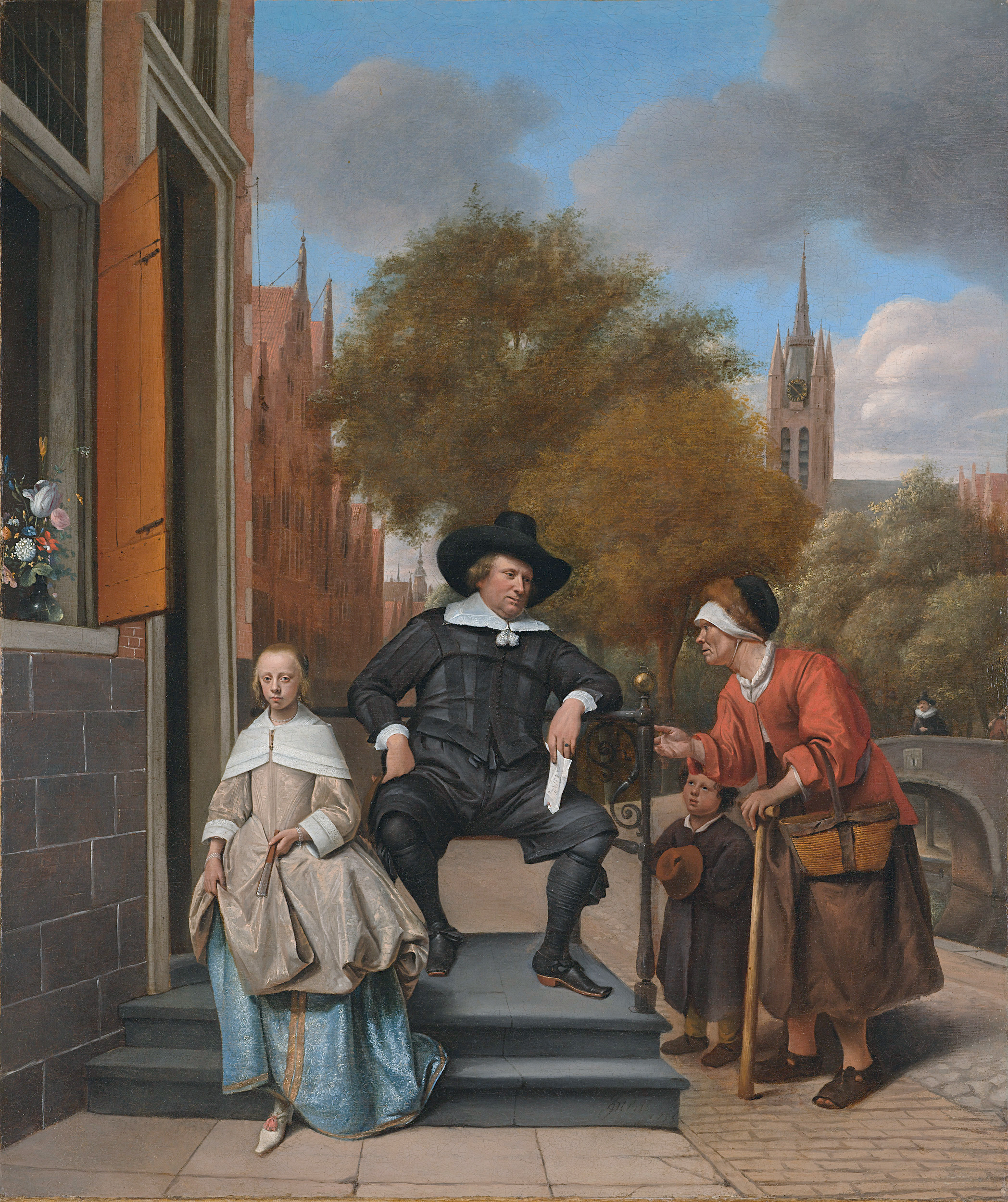
Um dia comum no Século de Ouro dos Países Baixos retratado por Jan Steen

imperador do Sacro Império e rei da Espanha, a região era parte das Dezessete Províncias dos Países Baixos, abrangendo a maior parte do que hoje é a Bélgica. À proclamação da independência (União de Utreque, 1579; abjuração da soberania espanhola, 1581), no reinado de Filipe II, seguiu-se a guerra de independência. A assinatura, sob Filipe IV, do Tratado de Münster pôs fim à Guerra dos Oitenta Anos. O império espanhol reconheceu a República Holandesa dos Países Baixos Unidos, governados pela casa de Orange-Nassau e os Estados Generais, que anteriormente foram uma província do império espanhol. Os Países Baixos tornaram-se assim a primeira nação europeia a assumir uma forma de governo republicana.
Ainda que o novo Estado exercesse autonomia apenas sobre as províncias do norte, a República das Sete Províncias Unidas dos Países Baixos desenvolveu-se e tornou-se uma das mais importantes potências navais e econômicas do século XVII. Neste período, conhecido como o Século de Ouro, os Países Baixos estenderam suas redes comerciais por todo o planeta, estabelecendo colônias em lugares tão distantes quanto Java e o nordeste brasileiro (Brasil neerlandês).
Eclipsada pela ascensão britânica durante o século XVIII, a região foi mais tarde incorporada ao império francês sob Napoleão Bonaparte. Após o Congresso de Viena (1815), o Reino Unido dos Países Baixos foi criado, incluindo os atuais Bélgica e Luxemburgo. A Bélgica conseguiu sua independência em 1830; o Luxemburgo, que seguia regras sucessórias distintas, seguiu seu próprio caminho após a morte do rei Guilherme III.

### Reino dos Países Baixos

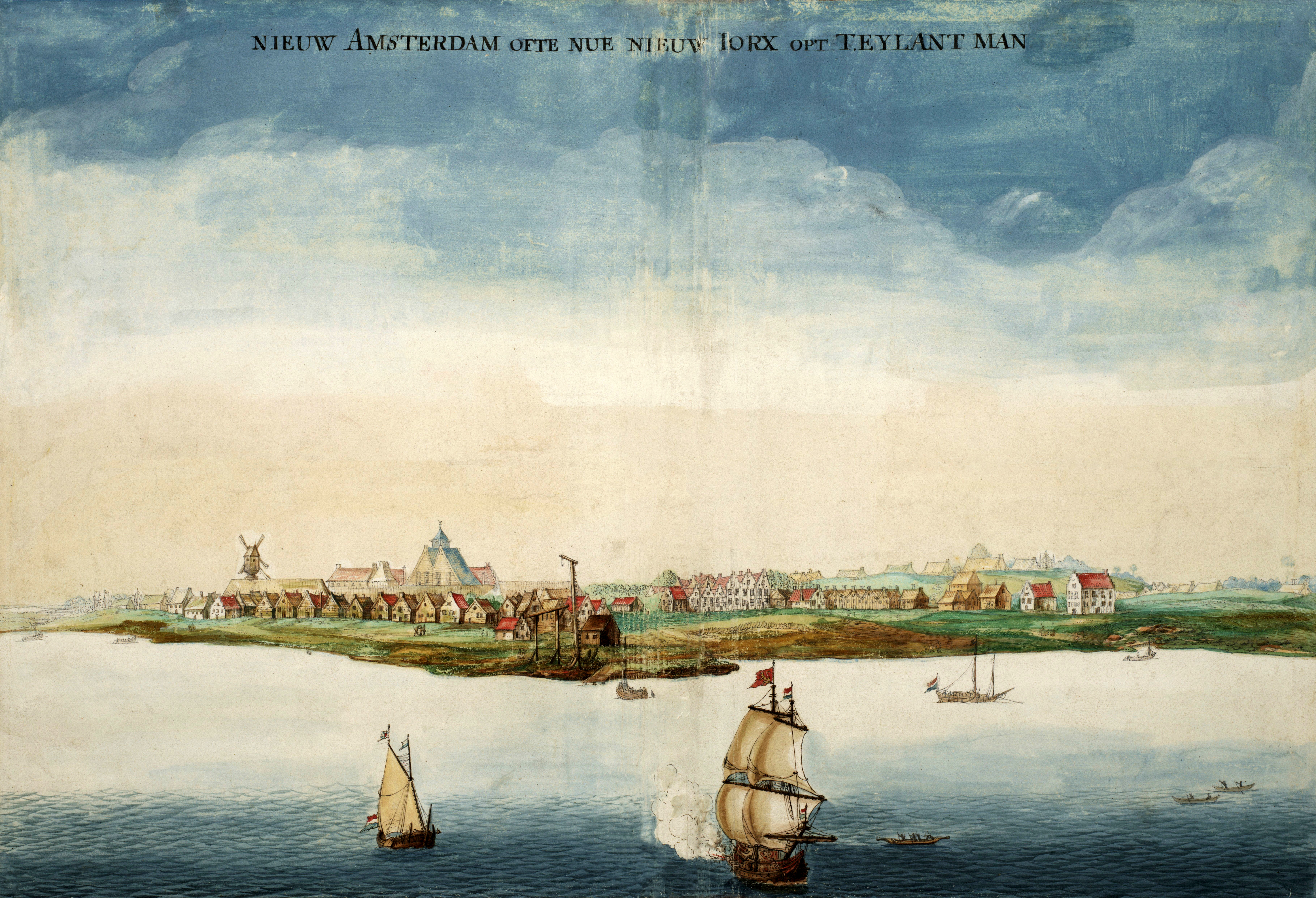
Nova Amsterdã em 1664, antes de ser trocada com a Grã-Bretanha pelo Suriname. Sob o domínio britânico tornou-se conhecida como Nova York

Guilherme I dos Países Baixos, filho do último rei, Guilherme V, Príncipe de Orange, voltou para os Países Baixos em 1813 e tornou-se príncipe soberano da nação. Em 16 de março de 1815, o príncipe soberano tornou-se rei do país. Em 1815, o Congresso de Viena formou o Reino Unido dos Países Baixos, unindo os Países Baixos com a Bélgica com o objetivo de criar um país forte na fronteira norte da França. Além disso, Guilherme V tornou-se herdeiro do Grão-Duque do Luxemburgo. O Congresso de Viena deu Luxemburgo a Guilherme como propriedade particular, em troca de suas possessões alemãs: Ducado de Nassau, Siegen, Hadamar e Diez. A Bélgica rebelou-se e conquistou a independência em 1830, enquanto a união pessoal entre Luxemburgo e os Países Baixos foi rompida em 1890, quando o rei Guilherme III dos Países Baixos morreu sem herdeiros masculinos vivos. As leis de ascendência impediram que a sua filha, a rainha Guilhermina, se tornasse a Grã-Duquesa seguinte. Portanto, o trono de Luxemburgo passou da Casa de Orange-Nassau para a Casa de Nassau-Weilburg, um ramo da Casa de Nassau.
A maior colônia neerlandesa no exterior foi a Colônia do Cabo. Criada por Jan van Riebeeck em nome da Companhia Holandesa das Índias Orientais na Cidade do Cabo em 1652. O Príncipe de Orange concordou com a ocupação e controle da Colônia do Cabo pelos britânicos, em 1788.

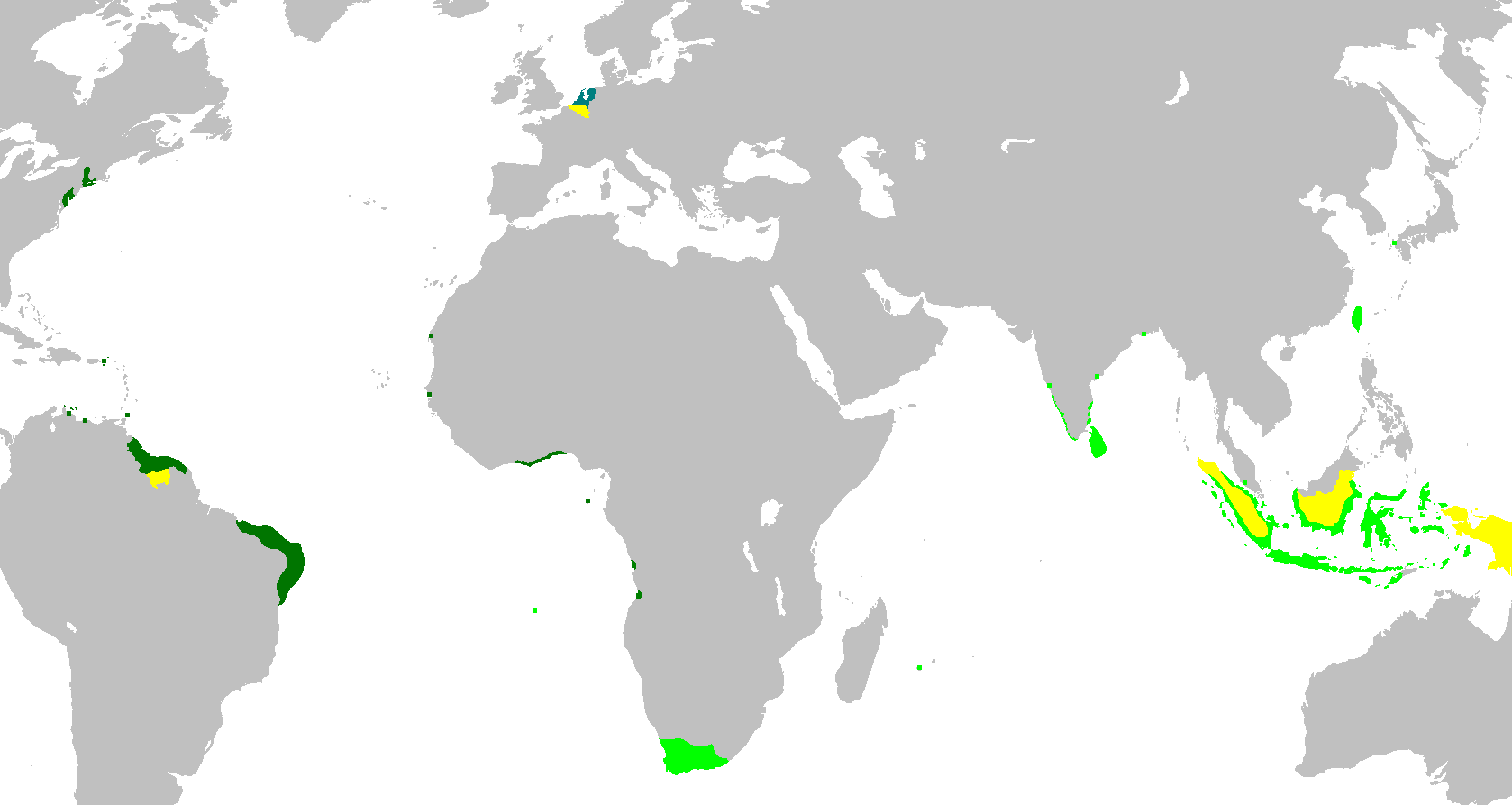
Um mapa anacrónico do Império Colonial Holandês. Verde claro: territórios administrados por ou provenientes de territórios administrados pela Companhia Holandesa das Índias Orientais; verde escuro: territórios da Companhia Holandesa das Índias Ocidentais

Os Países Baixos também possuíam várias outras colônias, mas a colonização neerlandesa nessas terras foi limitada. As mais notáveis foram as Índias Orientais Neerlandesas (atuais Indonésia) e Suriname). Essas colônias foram primeiramente administradas pela Companhia Holandesa das Índias Orientais e pela Companhia Holandesa das Índias Ocidentais, ambas empresas coletivas privadas. Três séculos mais tarde essas empresas começaram a ter problemas financeiros e os territórios em que operavam foram assumidos pelo governo holandês (em 1815 e 1791, respectivamente). Só então essas áreas se tornaram colônias oficiais.
Durante o período colonial, os Países Baixos envolveram-se fortemente no comércio de escravos. Os plantadores neerlandeses dependiam muito de escravos africanos para cultivar café, cacau, cana-de-açúcar e plantações de algodão ao longo dos rios. O tratamento dado aos escravos por seus proprietários era notoriamente ruim e muitos deles fugiam das plantações. A escravidão foi abolida pelos Países Baixos na Guiana Neerlandesa e Curaçau e Dependências em 1863, mas os escravos não foram totalmente libertos até 1873, depois de um período obrigatório de transição de dez anos, durante os quais eles eram obrigados a trabalhar nas plantações por um salário-mínimo e sem tortura sancionada pelo governo. Assim que se tornaram verdadeiramente livres, a maioria dos escravos abandonou as plantações onde eles tinham sofrido por várias gerações em favor da cidade de Paramaribo. Durante o século XIX, os Países Baixos demoraram para industrializar-se em comparação aos países vizinhos, principalmente por causa da grande complexidade envolvida na modernização da sua infraestrutura, composta em grande parte por cursos d'água e a grande resistência da sua indústria em relação à energia eólica.

### Guerras mundiais

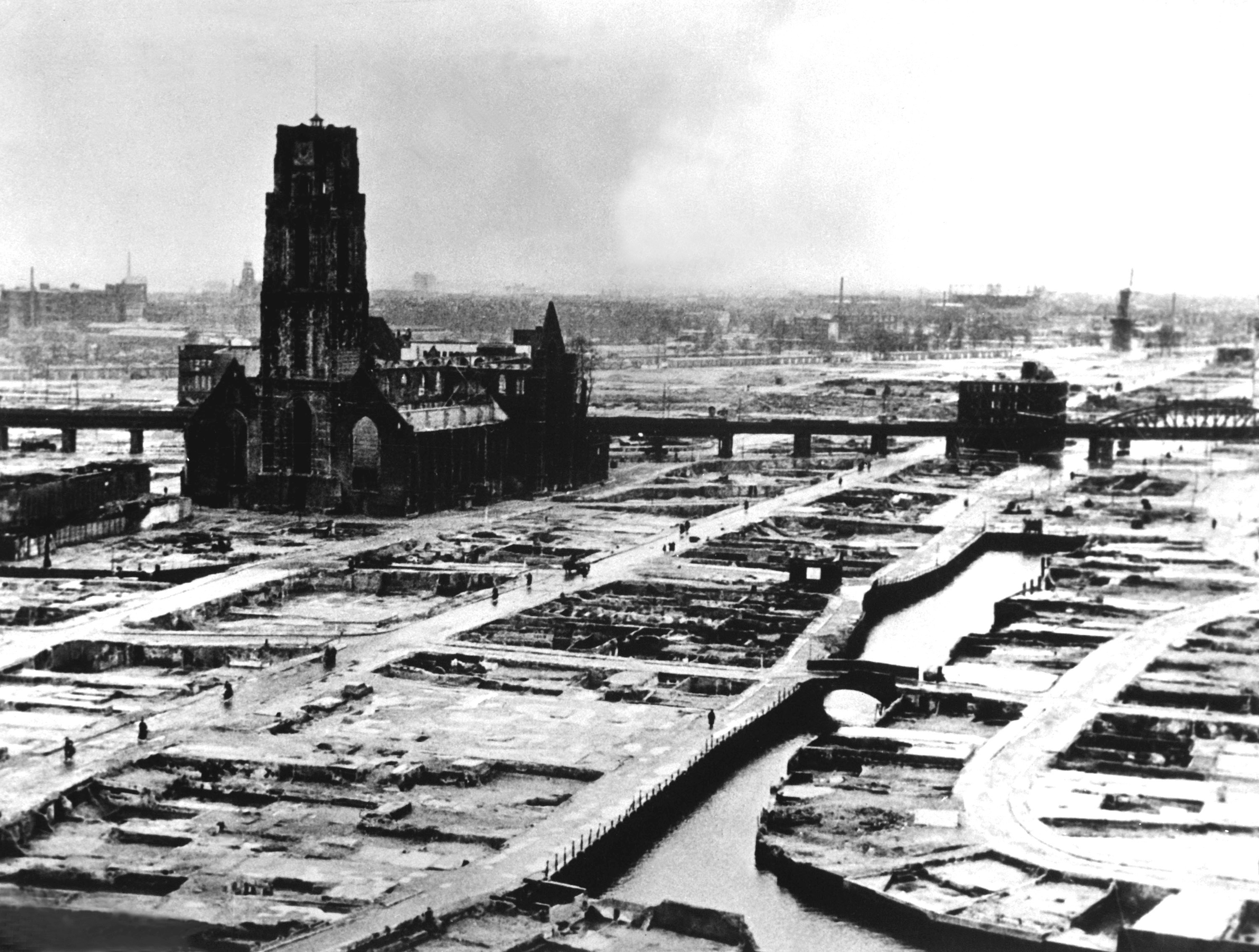
Roterdã em ruínas após os Ataques em Roterdã causados pela Alemanha em 1940, durante a Segunda Guerra Mundial

Embora tenham se mantido neutros durante a Primeira Guerra Mundial, os Países Baixos foram fortemente envolvidos na guerra. Alfred von Schlieffen tinha originalmente planejado invadir os Países Baixos, enquanto avançava pela França, no Plano Schlieffen original. Isso foi alterado por Helmuth von Moltke, o Jovem, a fim de manter a neutralidade neerlandesa. Mais tarde, durante a guerra, a neutralidade neerlandesa provou ser essencial para a sobrevivência alemã, até o bloqueio integrado pelos Estados Unidos e Grã-Bretanha em 1916, quando a importação de mercadorias através dos Países Baixos já não era possível. No entanto, os neerlandeses foram capazes de manterem-se neutros durante a guerra usando a sua diplomacia e sua capacidade de negociar.
O país pretendia permanecer neutro durante a Segunda Guerra Mundial, embora planos de contingência, envolvendo os exércitos da Bélgica, França e Reino Unido, tenham sido elaborados em caso de agressão alemã. Apesar desta neutralidade, a Alemanha nazista invadiu a Holanda em 10 de maio de 1940 como parte de sua campanha contra as forças aliadas. Forças francesas no sul e navios britânicos a oeste vieram ajudar, mas recuaram rapidamente, evacuando muitos civis e vários milhares de prisioneiros de guerra alemães. O país foi invadido em apenas cinco dias. Apenas após (mas não por conta disso) do Bombardeio de Roterdã, o exército holandês se rendeu em 14 de maio de 1940, apesar de uma força holandesa e francesa controlar a parte ocidental da Zelândia algum tempo após a rendição. O reino continuou na guerra através do Império Colonial Holandês; o governo no exílio residia em Londres.
Durante a ocupação, mais de 100 000 judeus holandeses foram presos e levados para campos de concentração nazistas na Alemanha, na Polônia ocupada e na Tchecoslováquia ocupada pelos alemães. No momento em que estes campos foram libertados, apenas 876 judeus holandeses estavam vivos. Os trabalhadores holandeses eram recrutados para o trabalho forçado em fábricas alemãs, os civis eram mortos em represália por ataques a soldados alemães e a área rural foi saqueada por comida para os soldados alemães na Holanda e para o embarque para a Alemanha. Embora milhares de holandeses tenham arriscado suas vidas por esconder os judeus dos alemães, como contado em O Refúgio Secreto por Corrie ten Boom e em The Heart Has Reasons  de Mark Klempner, houve também holandeses que colaboraram com as forças de ocupação na caça aos judeus escondidos.

### Período contemporâneo

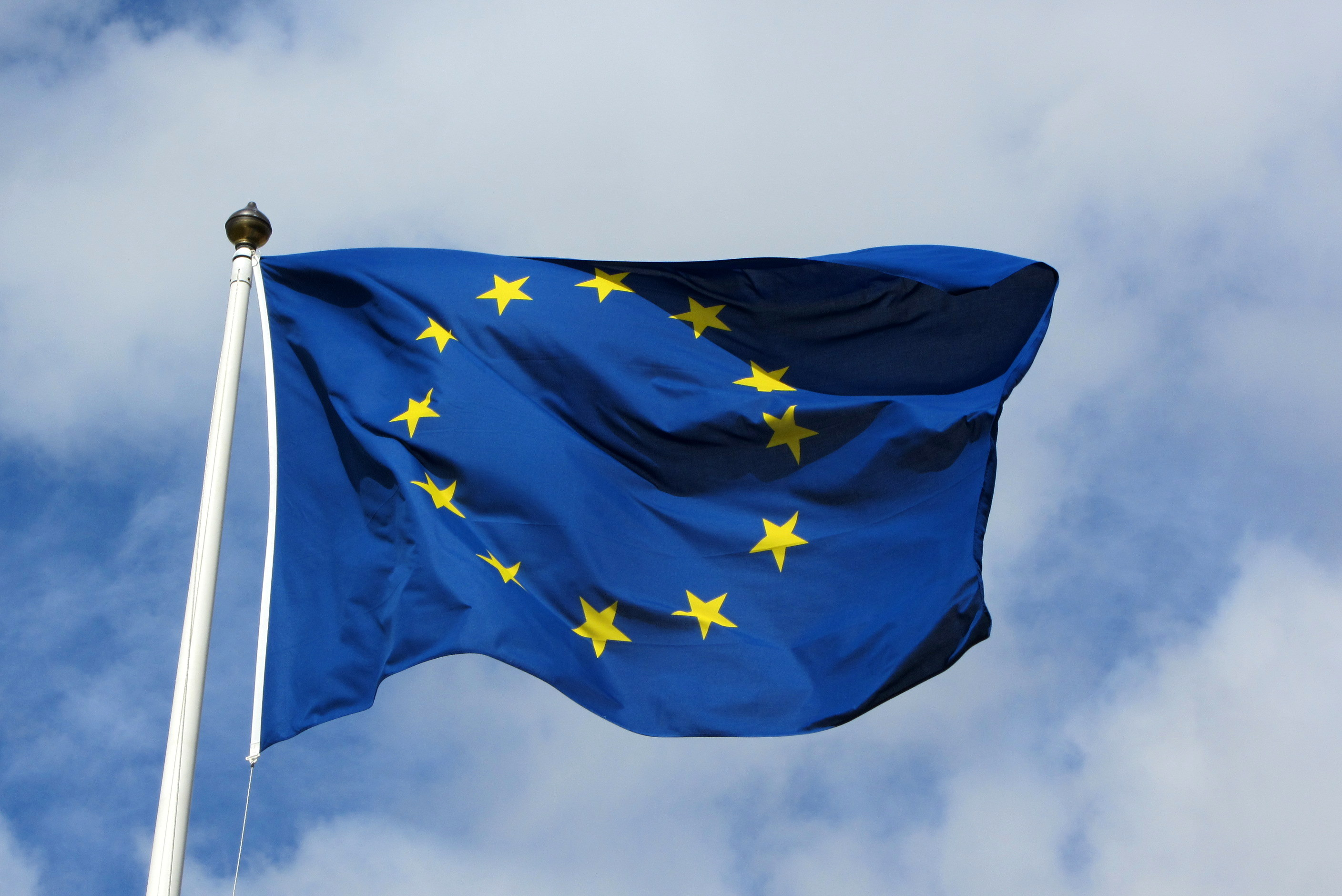
Os Países Baixos são um dos membros fundadores da Comunidade Europeia do Carvão e do Aço, que viria a torna-se na União Europeia. Na imagem, a bandeira europeia

Depois da guerra, a economia holandesa prosperou deixando para trás uma era de neutralidade política e estreitou laços como países vizinhos. A Holanda foi um dos membros fundadores do grupo Benelux (Bélgica, Holanda e Luxemburgo), um dos 12 membros fundadores da Organização do Tratado do Atlântico Norte (OTAN) e estava entre os seis países membros fundadores da Comunidade Europeia do Carvão e do Aço, que mais tarde iria evoluir para a Comunidade Econômica Europeia (CEE) até a União Europeia (UE).
Os anos de 1960 e 1970 foram um momento de mudança social e cultural tão grande, como um rápido ontzuiling (literalmente: despilarização), termo que descreve a decadência das velhas divisões ao longo de classes e linhas religiosas. Jovens e estudantes em particular, rejeitaram os costumes tradicionais e impulsionaram uma forte mudança em temas como os direitos das mulheres, a sexualidade, o desarmamento e as questões ambientais. Atualmente, os Países Baixos são classificados como um país liberal, considerando a sua política de drogas e a legalização da eutanásia. Em 1 de abril de 2001, o país se tornou o primeiro do mundo a reconhecer o casamento homossexual.
Em 10 de outubro de 2010, as Antilhas Holandesas, um antigo país do Reino dos Países Baixos no Caribe, foi dissolvida. Referendos foram realizadas em cada ilha das Antilhas entre junho de 2000 e abril de 2005, para determinar o seu estatuto futuro. Como resultado, as ilhas de Bonaire, Santo Eustáquio e Saba alcançaram laços mais estreitos com os Países Baixos. Isto levou à incorporação destas três ilhas ao país como municípios especiais sobre a dissolução das Antilhas Holandesas. Os municípios especiais são conhecidos coletivamente como Países Baixos Caribenhos.

## Geografia
Um aspecto notável do país é o fato de ser extremamente plano.  Aproximadamente metade do território fica a menos de 1 metro acima do nível do mar, e boa parte das terras estão de fato abaixo do nível do mar. O ponto mais baixo, Nieuwerkerk aan den IJssel, perto de Roterdão, localiza-se a um nível de 6,76 m abaixo do nível do mar. O ponto mais alto, Vaalserberg, na fronteira sudeste, localiza-se a uma altitude de 321 m. Muitas áreas baixas estão protegidas por diques e barragens. Partes dos Países Baixos, inclusive quase toda a moderna província da Flevolândia, foram conquistadas ao mar – estas áreas são conhecidas como pôlderes.
O país é cheio de canais e o transporte fluvial torna-se um dos principais meios de exportação e importação. A localização geográfica dos Países Baixos é bastante favorável em relação à Europa. Do aeroporto de Schiphol, em Amesterdã, é possível chegar a Berlim, Londres ou Paris em apenas uma hora de voo. O país é dividido em duas partes principais pelos rios Reno (Rijn), Waal e Mosa (Maas). Há muitos dialetos falados a norte e sul desses grandes rios. Os ventos predominantes no país são de sudoeste, o que causa um clima marítimo moderado, com verões agradáveis e invernos suaves.

### Inundações

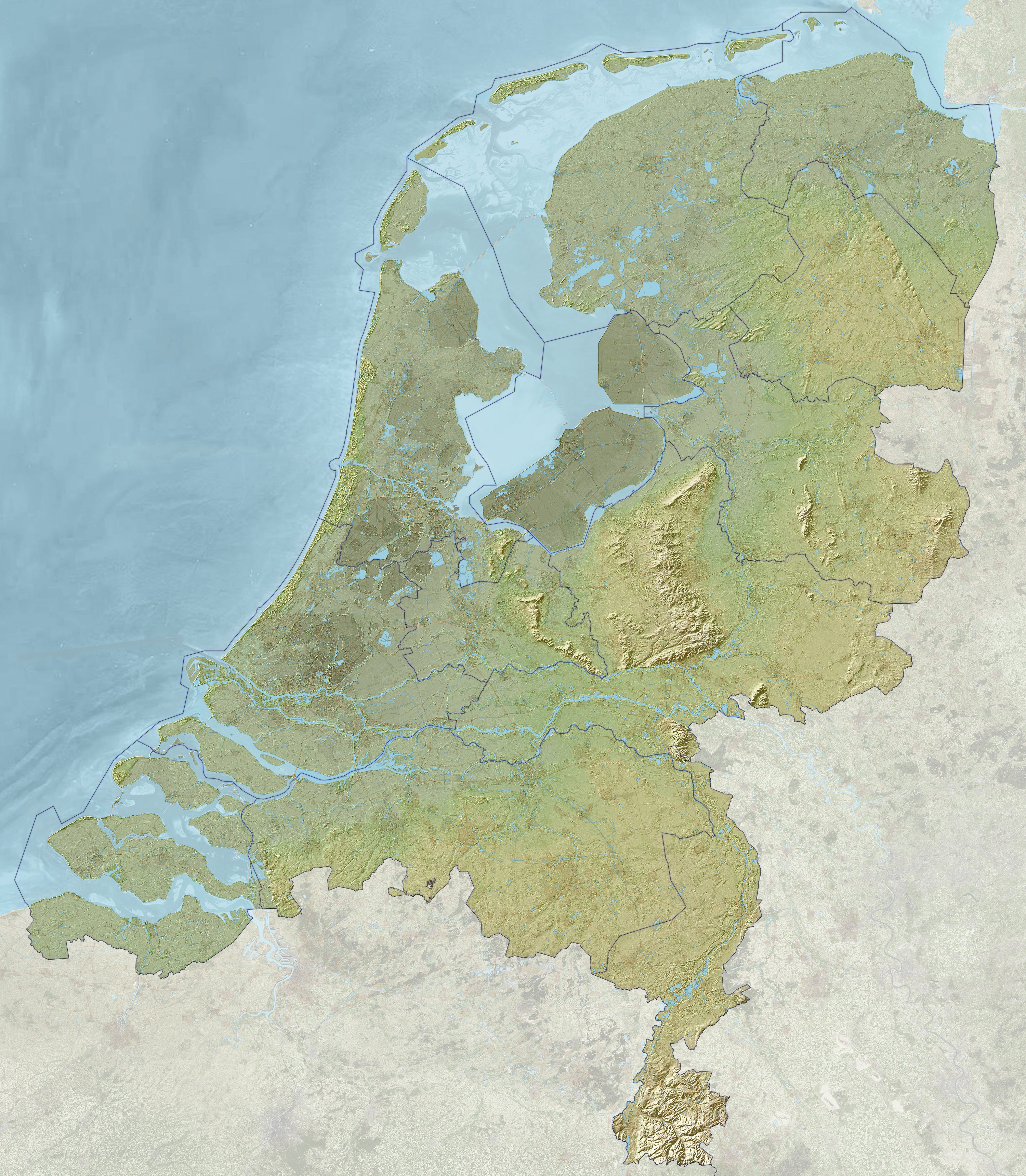
Mapa topográfico dos Países Baixos

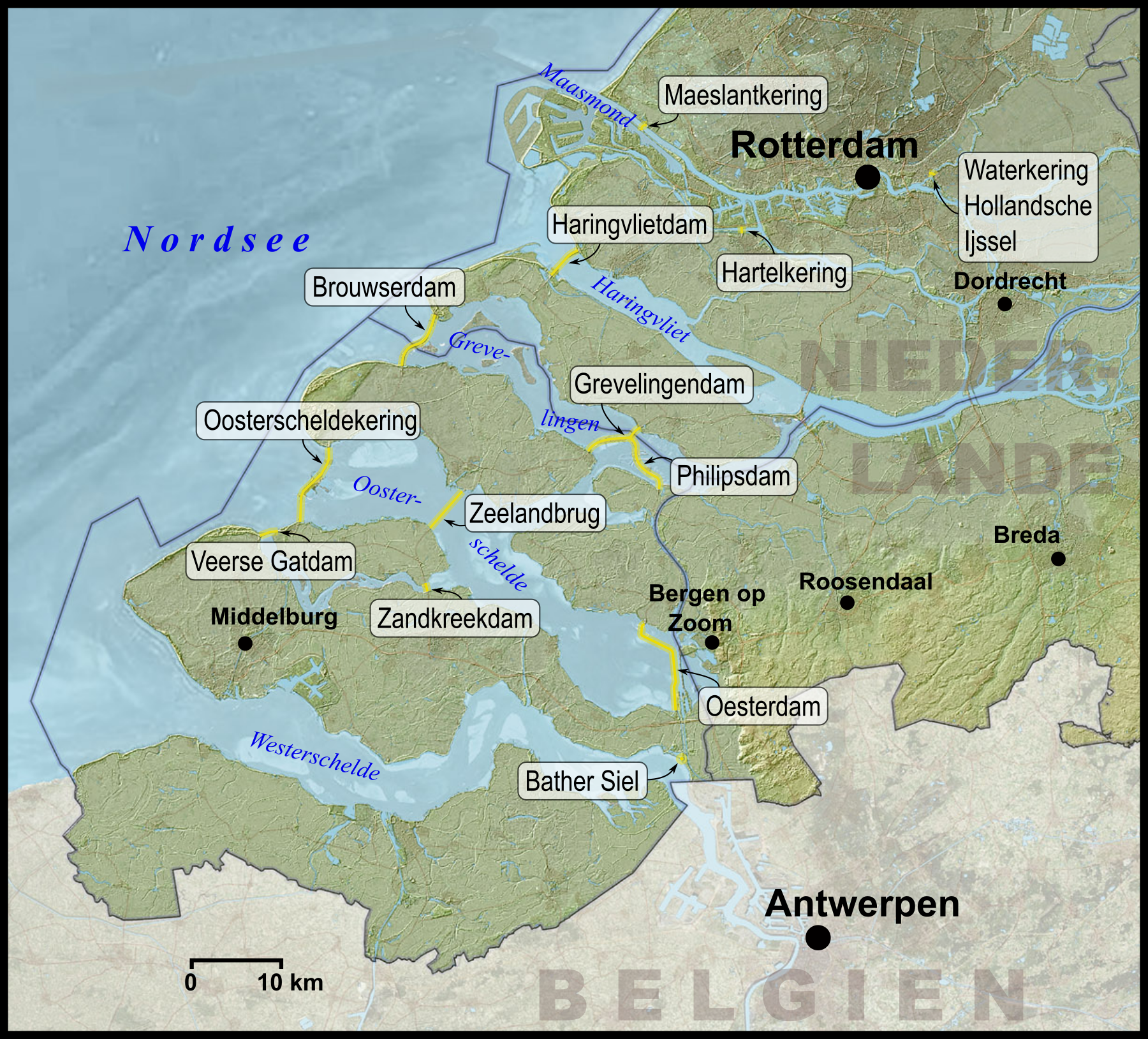
Mapa das Obras do Projeto Delta

Ao longo dos séculos, o litoral holandês mudou consideravelmente como resultado da intervenção humana e de desastres naturais.  O mais notável em termos de perda de terra foi a tempestade 1134, que criou o arquipélago da Zelândia, no sudoeste. Em 14 de dezembro de 1287, a inundação de Santa Lúcia afetou os Países Baixos e a Alemanha, matando mais de 50 mil pessoas em uma das inundações mais destrutivas já registradas na história. A última enchente importante nos Países Baixos ocorreu no início de fevereiro de 1953, quando uma grande tempestade causou o colapso de vários diques no sudoeste do país. Mais de 1 800 pessoas morreram afogadas nas inundações que se seguiram. O governo neerlandês decidiu posteriormente em um programa de larga escala de obras públicas (o "Projeto Delta") para proteger o país contra futuras enchentes catastróficas. O projeto levou mais de 30 anos para ser concluído e considerado pela Sociedade Americana de Engenheiros Civis uma das sete maravilhas do mundo moderno.
A gravidade dos desastres foi parcialmente impulsionada através da influência humana. As pessoas tinham drenado o relativamente alto pântano para usá-lo como fazendas. A drenagem fez com que a fértil turfa fosse comprimida e o nível do solo diminuiu, quando tentaram reduzir o nível de água para compensar a queda no nível do solo, fazendo com que a turfa subjacente fosse ainda mais comprimida. Devido ao alagamento, a agricultura tornou-se uma atividade difícil, o que incentivou o comércio exterior, a consequência disso foi um maior envolvimento dos holandeses nos temas mundiais desde o início do século XIV/XV. O problema permanece insolúvel até hoje. Além disso, até ao século XIX, a turfa seca era extraída e utilizada como combustível, aumentando ainda mais o problema.
Em 1932, o Afsluitdijk (em português:  dique de fechamento) foi concluído, bloqueando o Zuiderzee (mar do Sul) do mar do Norte, criando assim o IJsselmeer (Rio Issel). Essas construções tornaram-se parte das Obras Zuiderzee, uma grande obra em que quatro pôlders, totalizando 2 500 quilômetros quadrados, foram subtraídos do mar. Além disso, os Países Baixos são um dos países que podem mais sofrer com as mudanças climáticas. Não só pelo aumento do nível do mar, mas também porque os padrões climáticos irregulares podem causar o transbordamento de rios.

### Hidrografia

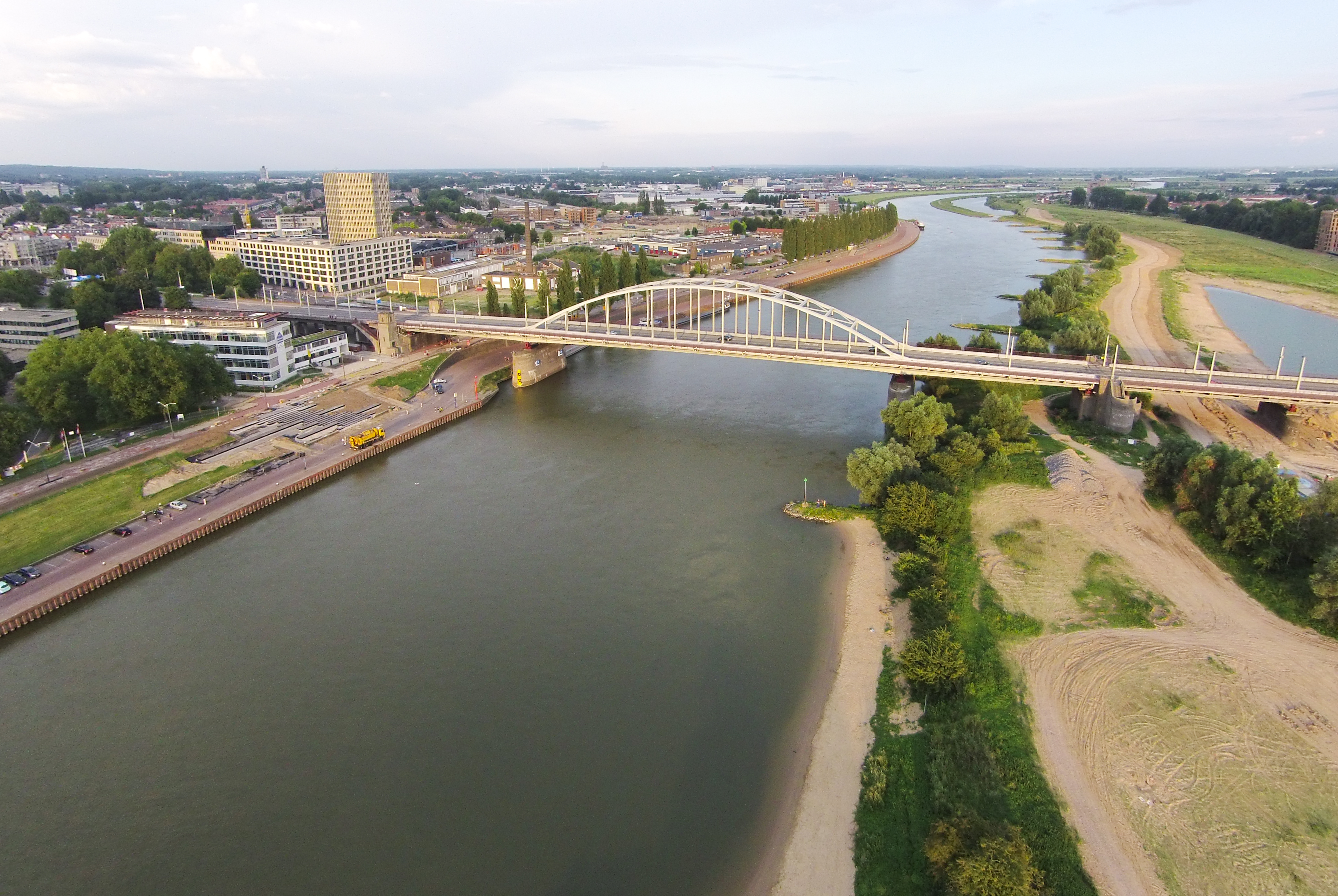
Rio Reno em Arnhem

Os rios Escalda, Reno e Mosa são os três principais que atravessam os Países Baixos. Os rios adotam um caminho sinuoso, com uma infinidade de braços, que diferenciam a paisagem holandesa e traz ao país a alcunha de "terra da água". Com sua nascente em Gouy e atravessando a Bélgica antes de chegar aos Países Baixos, o rio Escalda possui um comprimento de 430 quilômetros. Grande parte do rio é navegável e sua rota é canalizada, fazendo com que seus numerosos canais entrem em contato com outros rios. Scarpe, Lys e Sensée são seus principais afluentes. Antes de desembocar no mar, o Escalda se firma com um amplo estuário com vários quilômetros de largura, sendo que esta é a parte do rio pertencente à Holanda. Com cerca de 950 quilômetros de extensão, o rio Mosa também tem sua nascente na França. Sua característica principal é de um rio lento e sinuoso, que permite a navegação de barcaças de até 2 000 toneladas. Flui para o Mar do Norte, formando um delta comum com o Reno. É canalizada durante a maior parte do seu percurso e daí deriva canais de irrigação para todo o sudeste dos Países Baixos. Seus principais afluentes são o Samson, Ourthe, Rur e Sambre.
O Reno é o rio com o maior comprimento nos Países Baixos. Sua extensão total de 1 320 quilômetros flui para o Mar do Norte em um amplo estuário, junto com o rio Mosa. Apesar de sua ampla extensão, é navegável apenas para Basileia, na Suíça. A parte do rio que corresponde ao domínio dos Países Baixos é bastante canalizado e dividido em vários braços. Seus mais importantes afluentes são o antigo Reno, o Waal e o Lek.

### Natureza e meio ambiente

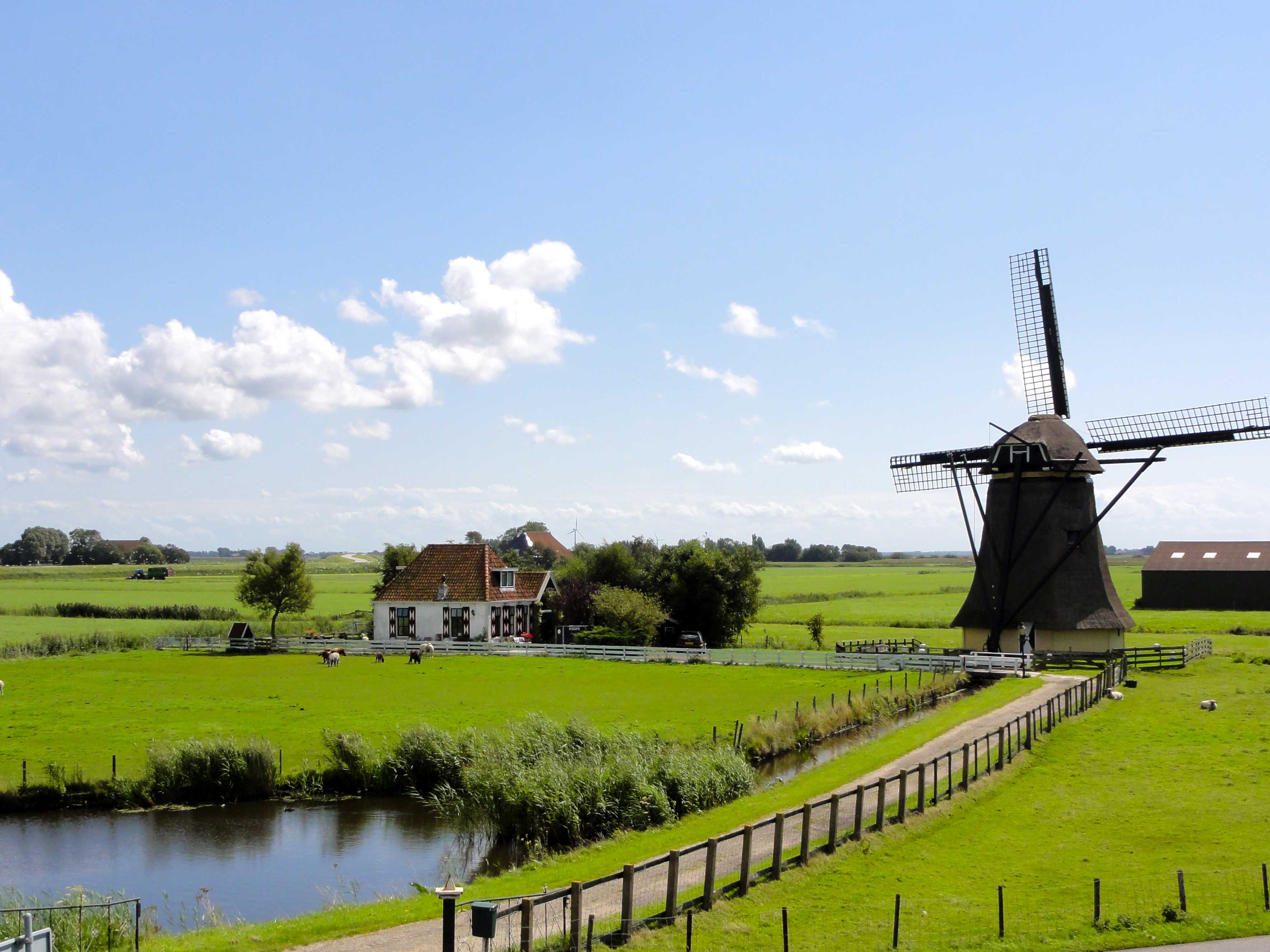
Um moinho de vento na Frísia

Os Países Baixos abrigam estimadas 35 583 espécies de animais e plantas, consistindo 23% das espécies europeias e 2% das mundiais. 814 espécies avaliadas pela Lista Vermelha Europeia da União Internacional para a Conservação da Natureza (UICN) estão presentes no país, sendo 2% ameaçadas, 5% quase ameaçadas e uma extinta. As maiores ameaças à biodiversidade neerlandesa consistem, respectivamente, de: mudanças naturais de ecosistemas, poluição, agricultura e aquacultura, uso de recursos biológicos, desenvolvimento comercial e residencial, espécies invasivas ou problemáticas, mudanças climáticas e padrões climáticos severos, intrusão e perturbação humana, transportação e corredores de serviço, mineração, entre outros.
Áreas naturais, animais selvagens e plantas são protegidos pelo Ato de Conservação da Natureza, que entrou em efeito em 1 de janeiro de 2017, e substitui 3 leis anteriores: o Ato de Conservação da Natureza de 1998, o Ato da Fauna e Flora e o Ato Florestal. Existem 391 áreas protegidas no país, cobrindo 26,15% da área terrestre e 25,34% da área marinha. Dessas áreas protegidas, 197 são parte da Rede Natura 2000 (77 áreas de proteção especial e 52 sítios de importância comunitária) e 194 são sítios designados por leis nacionais. 46% dos sítios terrestres  e 42% dos sítios marinhos tem áreas entre dez e cem quilômetros quadrados.

## Demografia

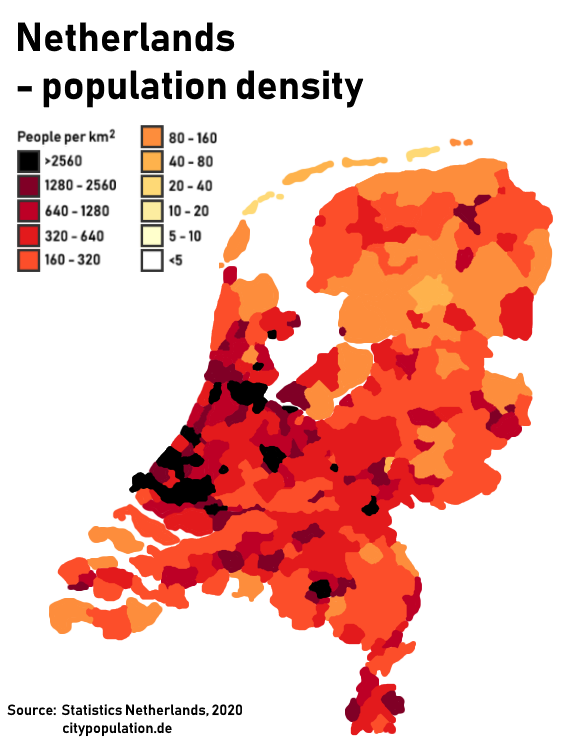
Mapa da densidade demográfica dos Países Baixos

Os Países Baixos têm uma população estimada em 17,9 milhões (em 2023). É o 11º país mais populoso da Europa e o 61º país mais populoso do mundo. Entre 1900 e 1950, a população do país quase dobrou, de 5,1 para 10,0 milhões de pessoas. De 1950 a 2000, a população aumentou de 10,0 para 15,9 milhões de pessoas, mas a taxa de crescimento da população foi menor do que a dos 50 anos anteriores.
A taxa de fertilidade nos Países Baixos é de 1,82 filhos por mulher (em 2011), que é alta em comparação com muitos outros países europeus, mas abaixo da taxa de 2,1 filhos por mulher necessária para a reposição natural da população. A expectativa de vida no país é alta, de 83,08 anos para as meninas recém-nascidas e de 78,84 para os meninos (2012). O país tem uma taxa de migração anual de 2,55 migrantes por mil habitantes.
Os Países Baixos são o 30.º país mais densamente povoado do mundo, com 395 hab./km, ou 484 habitantes por quilômetro quadrado se apenas a área terrestre for contada. É o oitavo país mais densamente povoado da Europa, com uma densidade populacional de 393 hab./km². A maior aglomeração urbana do país designa-se Randstad e localiza-se no oeste, englobando as quatro maiores cidades: Amesterdã, na província da Holanda do Norte, Roterdã e a Haia, na província da Holanda do Sul, e Utreque, na província de Utreque. A Randstad tem uma população de 7 milhões de habitantes e é a sexta maior área metropolitana da Europa.

### Composição étnica e migração

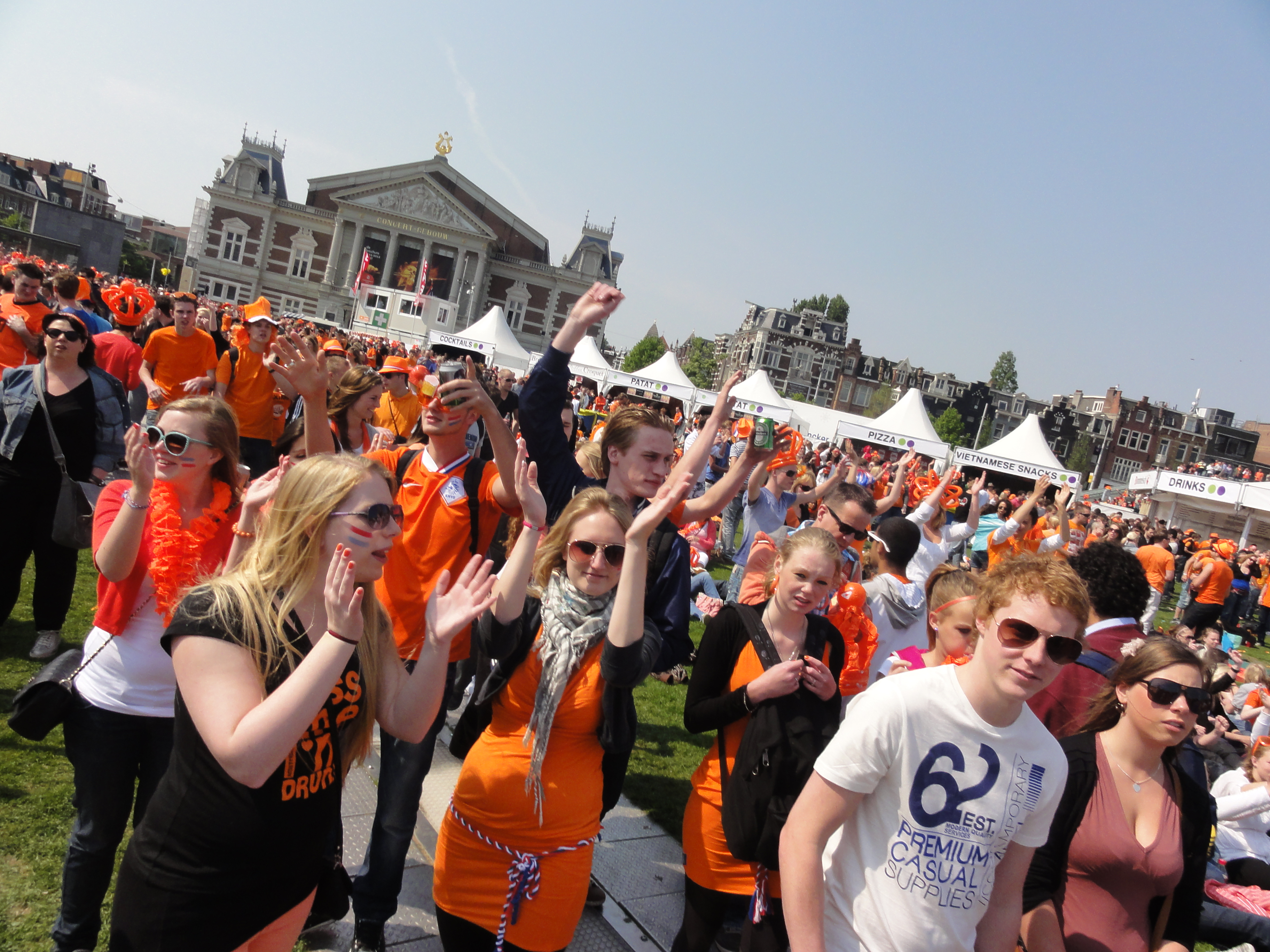
Holandeses vestidos de laranja para celebrar o Dia da Rainha (Amesterdã, 2011)

A maioria da população dos Países Baixos é etnicamente holandesa (ou neerlandesa). Uma estimativa de 2005 mostrou que 80,9% da população se considera holandesa, 2,4% indonésia, 2,4% alemã, 2,2% turca, 2,0% surinamesa, 1,9% marroquina, 0,8% das Antilhas e de Aruba, e 7,4% de outras etnias. Os holandeses são as pessoas mais altas do mundo, com uma altura média de 1,81 metros para adultos do sexo masculino e de 1,67 metros para mulheres adultas, em 2009. As pessoas do sul são, em média, cerca de 2 cm mais baixas que as do norte.
Os holandeses ou descendentes de holandeses também são encontrados em comunidades de imigrantes ao redor do mundo, principalmente no Canadá, Austrália, África do Sul e Estados Unidos. De acordo com o censo de 2006 dos Estados Unidos, mais de 5 milhões de americanos declararam ascendência holandesa total ou parcial. Há cerca de 3 milhões de descendentes de holandeses chamados africâneres vivendo na África do Sul. Em 1940, havia 290 000 europeus e eurasiáticos na Indonésia, mas a maioria já deixou o país. De acordo com o Eurostat, em 2010, havia 1,8 milhão de residentes estrangeiros nos Países Baixos, o que corresponde a 11,1% da população total. Destes, 1,4 milhões (8,5%) nasceram fora da União Europeia (UE) e 0,428 milhões (2,6%) nasceram em outro Estado-membro da UE.

### Religiões
Religiões nos Países Baixos (2015)
Os Países Baixos são um dos países mais secularizados do Oeste europeu, com 39% de sua população filiada a alguma religião. Ainda assim, menos de vinte por cento frequenta regularmente suas respectivas igrejas. A minoria praticante de alguma religião se divide principalmente entre o catolicismo (18%), mais forte ao sul dos grandes rios e o protestantismo, ao norte (15%). A maior parte destes protestantes pertence à Igreja Reformada Neerlandesa.
A religião nos Países Baixos é geralmente considerada uma questão de foro íntimo, que não deve ser propagada em público. Historicamente, havia uma nítida divisão entre o norte protestante e o sul católico; porém o desinteresse pela religião cresceu gradualmente durante o século XX, em ambas as regiões, e a tendência continua atualmente. Devido à falta de público, algumas igrejas têm sido transformadas em livrarias, cafés e casas de show.
De acordo com a pesquisa da Eurobarômetro de 2010, 28% dos cidadãos neerlandeses responderam que acreditam existir algum deus; 39% respondeu que acreditam que exista algum tipo de força e 30% que não acreditam que exista nenhum tipo de força superior, deus ou nada espiritual.

### Línguas
Há duas línguas oficiais, ambas germânicas, o neerlandês, usada pela maioria da população, e o frísio; esta só se usa na província setentrional da Frísia, chamada de Fryslân na língua local. Além destas, vários dialetos do baixo-saxão são usados em boa parte do norte e leste, sem reconhecimento oficial. Nas fronteiras meridionais, os idiomas têm variedades baixo-frâncicas e alemãs, sendo possível que sua melhor classificação seja, em vez de holandês, flamengo ocidental ou alemão. Os Países Baixos têm uma tradição de aprender línguas estrangeiras, formalizadas nas leis de educação holandesas. Cerca de 90% da população total indicam que podem conversar em inglês, 70% em alemão e 29% em francês. O Inglês é um curso obrigatório em todas as escolas secundárias.

## Política
|                                                            |  |                                                |
| Guilherme Alexandre dos Países Baixos, o atual rei do país |  | Dick Schoof, o atual primeiro-ministro do país |

A política e governança neerlandesas são caracterizadas pelo esforço em alcançar um amplo consenso sobre questões importantes dentro tanto da comunidade política quanto da sociedade como um todo. Em 2008, a revista The Economist classificou os Países Baixos como o décimo país mais democrático do mundo.
Os Países Baixos têm sido uma monarquia constitucional desde 1815 e uma democracia parlamentar desde 1848. São governados por duas câmaras. De um lado a Casa dos Representantes, eleita diretamente e responsável pela criação das leis; e de outro o Senado, eleito indiretamente pelos Conselhos Regionais e responsável por aprovar as leis propostas pela Casa dos Representantes.
O monarca é o chefe de Estado. O cargo é ocupado desde 30 de abril de 2013 pelo rei Guilherme Alexandre após a abdicação de sua mãe a então rainha Beatriz. Constitucionalmente, a posição é equipada com poderes políticos limitados. O monarca pode exercer alguma influência durante a formação de um novo gabinete, onde serve como árbitro neutro entre os partidos políticos. Além disso, o rei tem o direito de ser informado e consultado. Dependendo da personalidade e das qualidades do rei e dos ministros, o rei pode ter influência além do poder concedido pela Constituição.

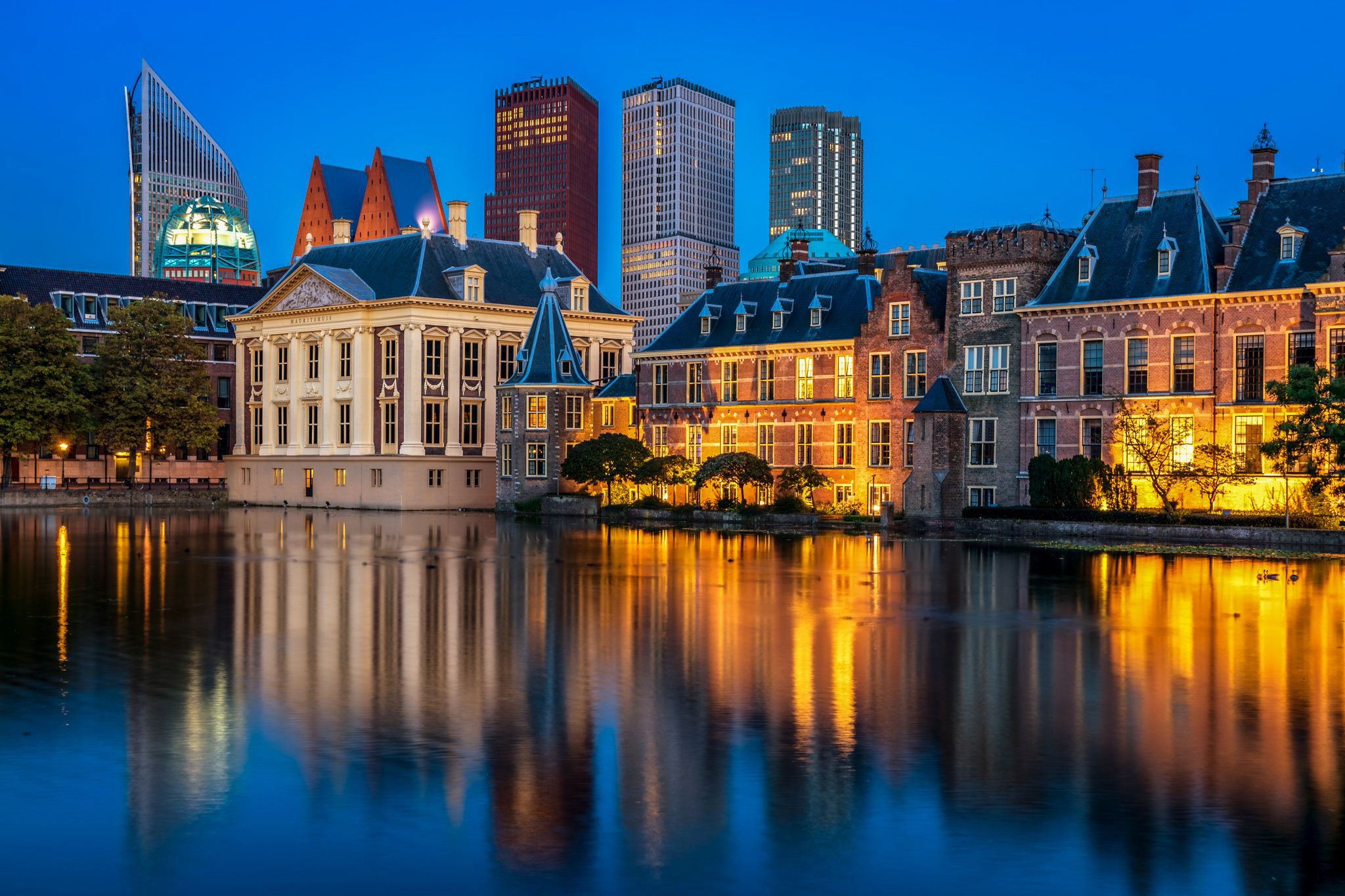
O complexo Binnenhof é o centro da política neerlandesa, onde se localiza os Estados Gerais dos Países Baixos

Na prática, o poder executivo é formado pelo Conselho de Ministros dos Países Baixos. O gabinete é composto geralmente por 13-16 ministros e um número variável de secretários de Estado. Um a três ministros são ministros sem pasta. O chefe de governo é o primeiro-ministro dos Países Baixos, que muitas vezes é o líder do maior partido da coalizão. Na verdade, esse tem sido sempre o caso desde 1973. O primeiro-ministro é um primus inter pares, ou seja, ele não tem poderes explícitos além dos outros ministros. Atualmente, o primeiro-ministro é Dick Schoof, que tomou posse em 2 de julho de 2024.
Embora historicamente a política externa neerlandesa tenha sido caracterizada pela neutralidade, desde a Segunda Guerra Mundial, os Países Baixos tornaram-se membros de um grande número de organizações internacionais, sendo as principais a OTAN, a ONU e a UE.
Os Países Baixos têm uma longa tradição de tolerância social. No século XVIII, mesmo com a Igreja Reformada Holandesa sendo a religião oficial do estado, o catolicismo e o judaísmo eram tolerados. No final do século XIX, essa tradição neerlandesa de tolerância religiosa foi transformada em um sistema de pilarização, em que os grupos religiosos coexistiam separadamente e apenas interagiam a nível de governo. Essa tradição de tolerância está ligada a políticas sobre drogas recreacionais, prostituição, direitos LGBT, eutanásia e aborto, que estão entre as mais liberais do mundo.

### Forças Armadas

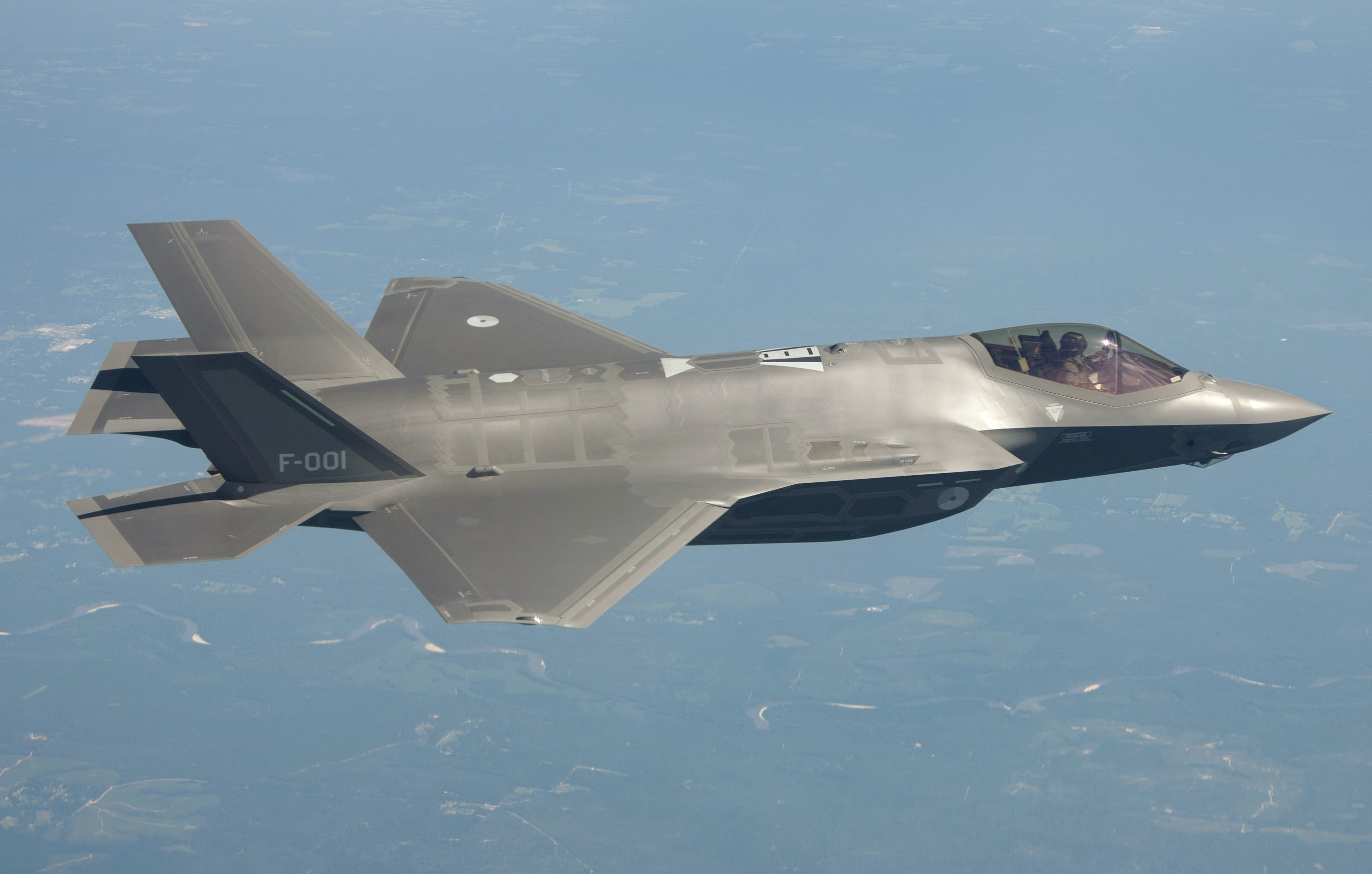
Caça F-35 da Real Força Aérea Neerlandesa

Os Países Baixos possuem um dos exércitos mais antigos da Europa, estabelecido por Maurício de Nassau, no século XVII. Suas forças armadas foram cruciais para a expansão e conservação do Império Holandês. Após ajudar a derrotar Napoleão, no começo do século XIX, o exército neerlandês se tornou uma força de conscritos. Contudo, eles tiveram uma péssima participação na Revolução Belga de 1830. Depois disso, se focou mais em suas colônias pelo mundo e permaneceu neutro durante os conflitos na Europa (ficando de fora, inclusive, da Primeira Guerra Mundial), até que o país foi invadido por tropas nazistas, em maio de 1940. O país foi liberto pelos Aliados em 1945. Em 1948, a Holanda abandonou sua política de neutralidade ao assinar o Tratado de Bruxelas e entrou para a OTAN. Nas décadas seguintes, lutou na Coreia, na Bósnia, no Kosovo, no Iraque e no Afeganistão.
Atualmente, as forças armadas dos Países Baixos estão entre as mais avançadas da região. A conscrição foi abolida oficialmente em 1996 e agora o exército compreende uma força completamente voluntária. No geral, eles possuem 47 mil soldados profissionais no serviço ativo. O ministério da defesa emprega perto de 70 mil pessoas, incluindo mais de 20 mil civis, com um orçamento anual de 8 bilhões * de euros. Em abril de 2013, o governo anunciou um plano de corte de gastos que afetaria as forças armadas, reduzindo a quantidade de oficiais e recrutas, mas, principalmente, limitaria a aquisição de novos equipamentos e iniciaria a aposentadoria de outros.

### Política externa

Palácio da Paz, sede do Tribunal Internacional de Justiça em Haia

A história da política externa neerlandesa foi caracterizada por sua neutralidade. Desde a Segunda Guerra Mundial, o país tornou-se membro de um grande número de organizações internacionais. Uma das questões internacionais mais polêmicas em torno do país é sua política liberal em relação às drogas leves.
Os valores e princípios fundamentais adotados na política externa neerlandesa foram estabelecidos em 1995: promoção da integração europeia, manutenção das relações com os países vizinhos, garantia da segurança e estabilidade europeia e participação na gestão de conflitos e em missões de manutenção da paz. Os Países Baixos foi cofundador da União Europeia, da OTAN, das Nações Unidas e da OCDE, sendo também é membro do Benelux, do Conselho da Europa, da União da Europa Ocidental, do Banco Mundial, do Fundo Monetário Internacional (FMI) e da Organização Mundial do Comércio (OMC). O país abriga, entre outras, as seguintes instituições internacionais: o Tribunal Internacional de Justiça, o Tribunal Penal Internacional, a Europol e a Agência Espacial Europeia. O país ratificou muitas convenções internacionais sobre o direito da guerra, decidindo não assinar o Tratado sobre a Proibição das Armas Nucleares proposto pela ONU.

## Divisões administrativas

Províncias dos Países Baixos

Os Países Baixos estão divididos em 12 regiões administrativas, também chamadas províncias; cada uma tem à sua frente um governador, que é chamado "Comissário do Rei" ou "Comissário da Rainha". Todas as províncias, por sua vez, subdividem-se em municípios (gemeenten), que são 355.
O Reino dos Países Baixos possui mais três países constituintes além dos Países Baixos: são as ilhas de Aruba, São Martinho e Curaçau, no Caribe. Essas ilhas pertenciam às antigas Antilhas Neerlandesas dissolvidas em 2010. Os três territórios são independentes no que se refere a assuntos internos, mas submetidos ao controle central exercido pelo Reino dos Países Baixos em questões de defesa e assistência mútua. Existem também três "municípios especiais" também no Caribe: Bonaire, Saba e Santo Eustáquio.

### Províncias

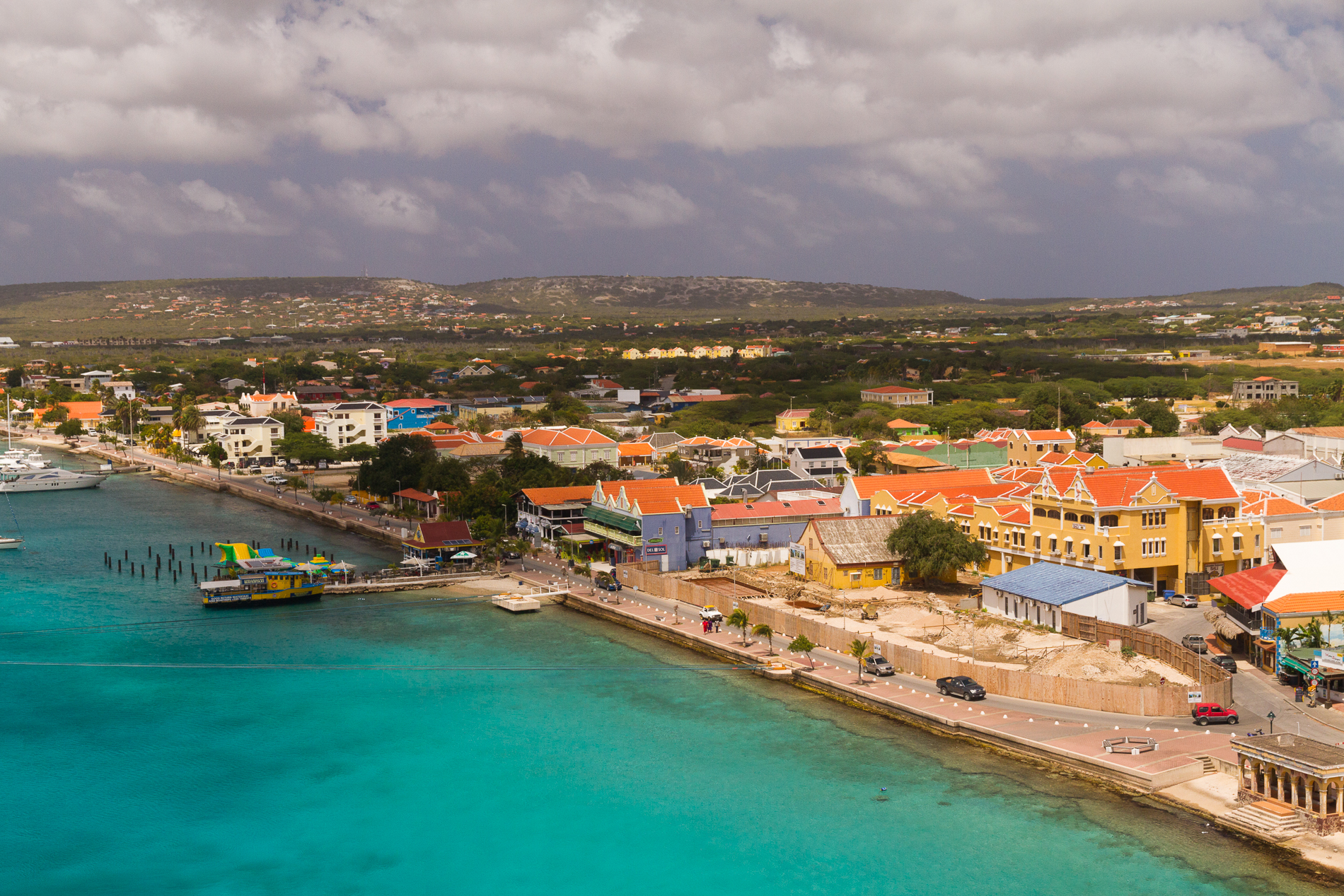
Bonaire, no Caribe, é um município especial dos Países Baixos

| Bandeira | Província         | Capital          | Maior cidade | Área (km²) | População 1 de janeiro de 2010 | Densidade (por km²) |
| -------- | ----------------- | ---------------- | ------------ | ---------- | ------------------------------ | ------------------- |
|          | Brabante do Norte | 's-Hertogenbosch | Eindhoven    | 4 916      | 2 444 158                      | 497                 |
|          | Drente            | Assen            | Assen        | 2 641      | 490 981                        | 186                 |
|          | Flevolândia       | Lelystad         | Almere       | 1 417      | 387 881                        | 274                 |
|          | Frísia            | Leeuwarden       | Leeuwarden   | 3 341      | 646 305                        | 193                 |
|          | Guéldria          | Arnhem           | Nimegue      | 4 971      | 1 998 936                      | 402                 |
|          | Groninga          | Groninga         | Groninga     | 2 333      | 576 668                        | 247                 |
|          | Holanda do Norte  | Haarlem          | Amesterdã    | 2 671      | 2 669 084                      | 999                 |
|          | Holanda do Sul    | Haia             | Roterdã      | 2 814      | 3 505 611                      | 1 246               |
|          | Limburgo          | Mastrique        | Mastrique    | 2 150      | 1 122 701                      | 522                 |
|          | Overissel         | Zwolle           | Enschede     | 3,325      | 1 130 345                      | 340                 |
|          | Utreque           | Utreque          | Utreque      | 1 385      | 1 220 910                      | 882                 |
|          | Zelândia          | Midelburgo       | Midelburgo   | 1 787      | 381 409                        | 213                 |
| Total    | Total             | Total            | Total        | 33 751     | 16 574 989                     | 491                 |

### Municípios especiais
| Bandeira | Nome            | Capital    | Maior cidade | Área (km²) | População 31 de dezembro de 2010 | Densidade (por km²) |
| -------- | --------------- | ---------- | ------------ | ---------- | -------------------------------- | ------------------- |
| Bonaire  | Bonaire         | Kralendijk | Kralendijk   | 288        | 15 666                           | 53                  |
|          | Santo Eustáquio | Oranjestad | Oranjestad   | 21         | 3 543                            | 169                 |
| Saba     | Saba            | The Bottom | The Bottom   | 13         | 1 824                            | 140                 |
| Total    | Total           | Total      | Total        | 322        | 21 133                           | 64                  |

## Economia

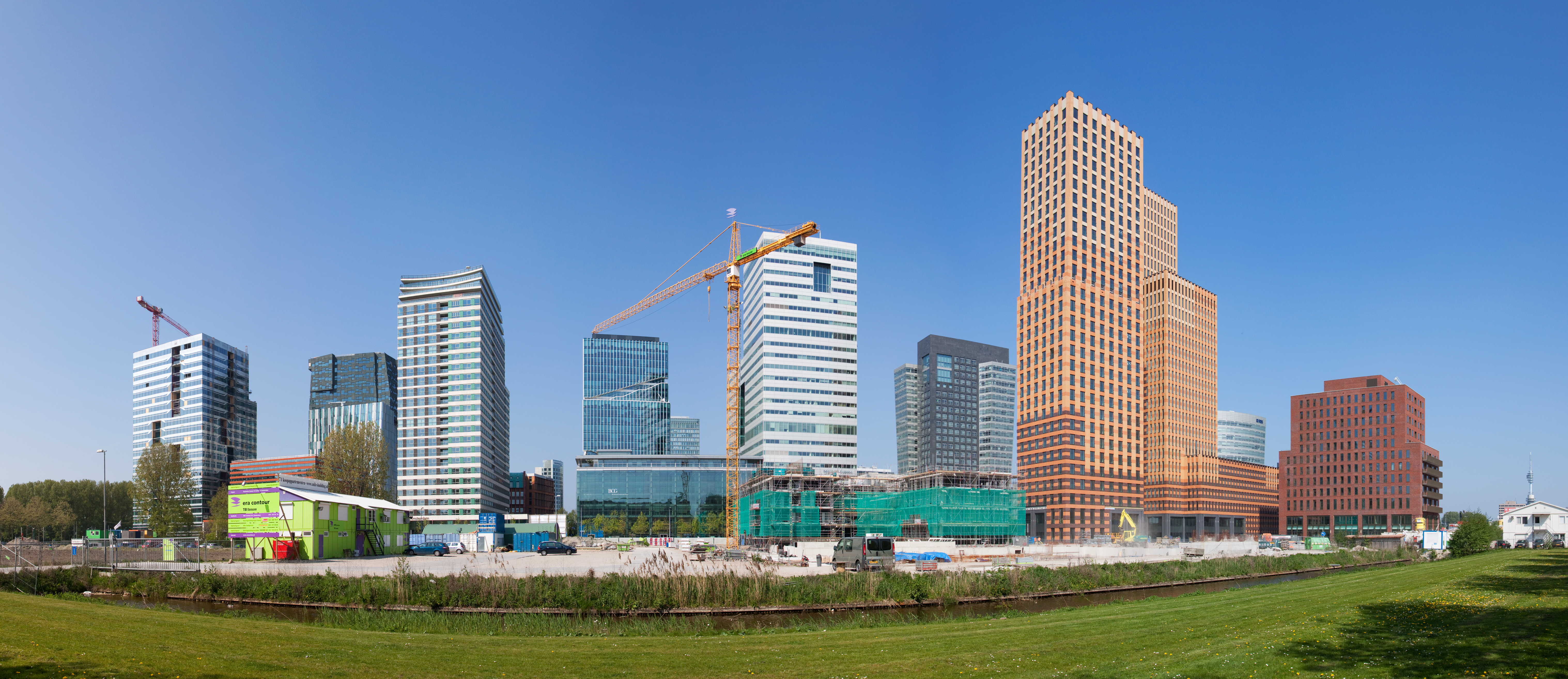
Centro financeiro Zuidas em Amesterdã

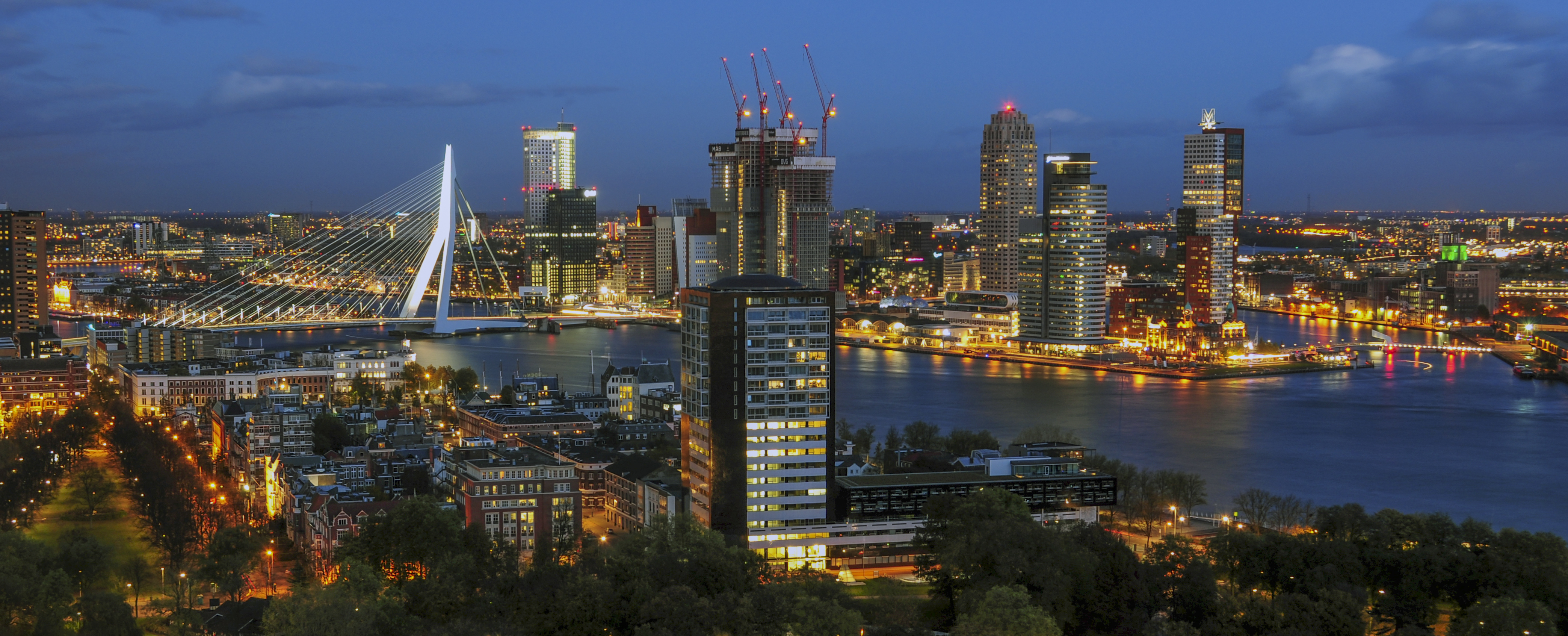
Porto de Roterdã, um dos mais movimentados do mundo

Os Países Baixos têm uma economia muito forte e têm desempenhado um papel especial na economia europeia durante muitos séculos. Desde o século XVI, o transporte, a pesca, o comércio e os bancos têm sido importantes setores da economia neerlandesa. O país é umas das dez maiores nações exportadoras. O país é o maior entreposto comercial do mundo, reexportando produtos que o país importou a preços mais caros, principalmente para a União Europeia. Gêneros alimentícios formam o maior setor da indústria do país. Outras grandes indústrias incluem produtos químicos, metalurgia, máquinas, elétrica, de mercadorias e turismo. Exemplos incluem (Unilever, Heineken), serviços financeiros (ING), produtos químicos (DSM), refino de petróleo (Shell) e máquinas elétricas (Philips, ASML).
Os Países Baixos têm a 16.ª maior economia do mundo e o sétimo maior PIB (nominal) per capita. Entre 1998 e 2000, obteve um crescimento econômico anual do PIB de, em média, quatro por cento, bem acima da média europeia. O crescimento diminuiu consideravelmente entre 2001-2005, com o abrandamento econômico mundial, mas acelerou para 4,1% no terceiro trimestre de 2007. A inflação é de 1,3% e o desemprego está em quatro por cento da força de trabalho. Pelos padrões do Eurostat, o desemprego nos Países Baixos é de 4,1% (abril 2010), a mais baixa taxa de todos os estados membros da União Europeia. Os Países Baixos também têm um coeficiente de Gini (que mede a desigualdade social) relativamente baixo: 0,326. Apesar de estar sétimo lugar em PIB per capita, a UNICEF classificou o país no primeiro lugar em bem-estar infantil. No Índice de Liberdade Econômica, os Países Baixos são a 13.ª economia capitalista de livre mercado entre os 157 países pesquisados.

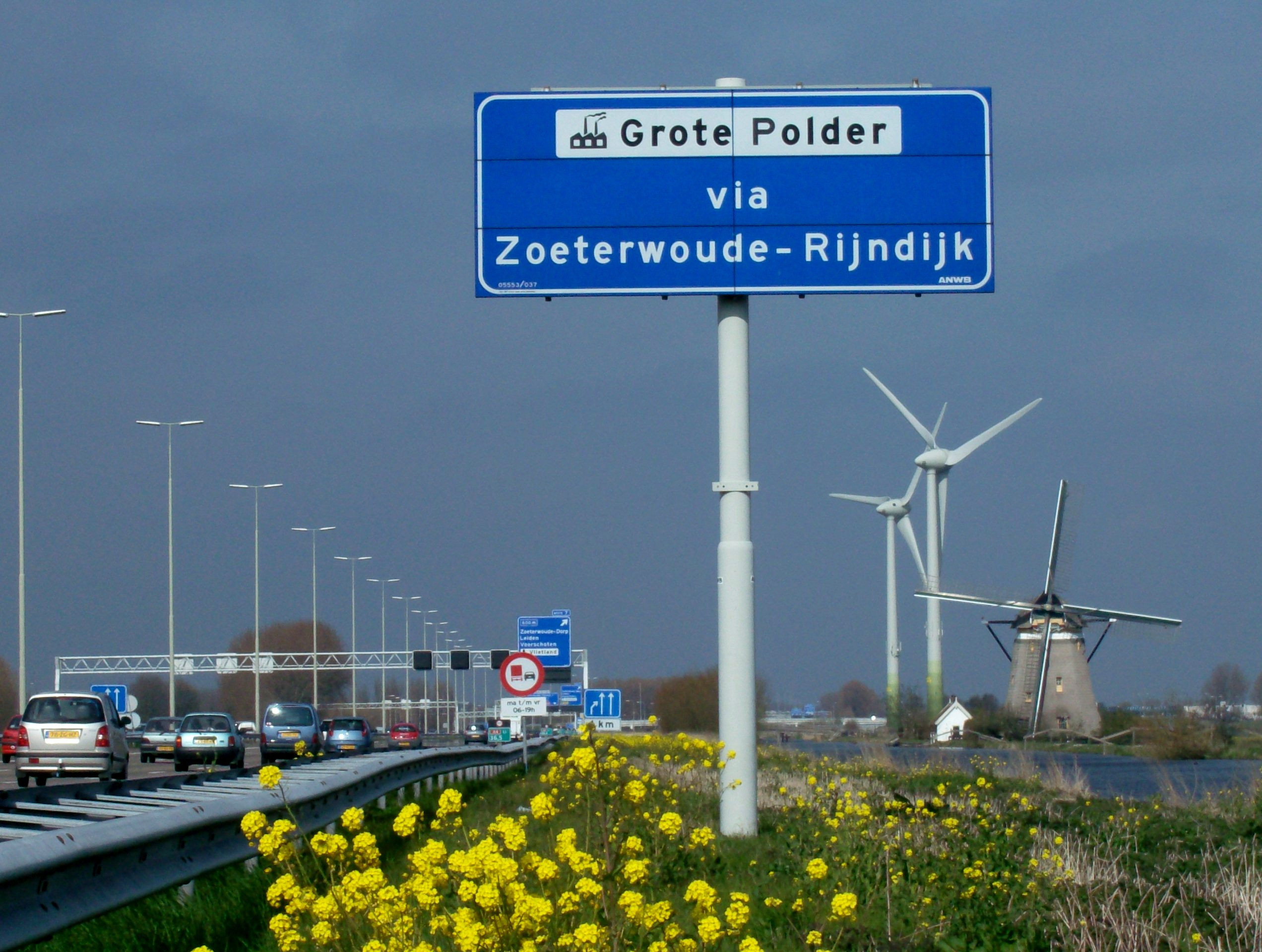
Tráfego denso na autoestrada A4 ao lado de um grande pôlder (Grote Polder), um canal, moinhos de vento (velhos e novos) e flores

Principais exportações dos Países Baixos em 2019

Amesterdã é a capital financeira e empresarial dos Países Baixos. A Bolsa de Amesterdã (AEX), parte da Euronext, é a mais antiga bolsa de valores do mundo e é uma das maiores da Europa.  Está situada perto da praça Dam, no centro da cidade. Como membro fundador do euro, os Países Baixos substituíram (para fins contabilísticos) a sua antiga moeda, o "Gulden" (florim), em 1 de janeiro de 1999, juntamente com os quinze outros países que adotaram o euro.
A localização dos Países Baixos facilita o acesso aos grandes mercados do Reino Unido e da Alemanha, sendo o porto de Roterdã o maior porto da Europa. Outras partes importantes da economia são: comércio internacional (o colonialismo neerlandês começou com uma cooperativa empresas privadas, como a Companhia Holandesa das Índias Orientais), bancos e transportes. Amesterdã é o quinto destino turístico mais movimentado da Europa, com mais de 4,2 milhões de visitantes internacionais.
O país continua a ser uma das nações europeias líderes em atração de investimento direto estrangeiro e é um dos cinco maiores investidores nos Estados Unidos. A economia neerlandesa experimentou uma desaceleração em 2005, mas em 2006 recuperou para o mais rápido ritmo de crescimento em seis anos, graças ao aumento das exportações e ao forte investimento. O ritmo de crescimento do emprego atingiu o ponto mais alto em 10 anos em 2007. O país foi passou da 11ª posição no Índice de Competitividade Global para a 9.ª posição em 2007.
Um dos maiores campos de gás natural do mundo está situado perto de Slochteren. A exploração desta área resultou em uma receita total de 159 bilhões de euros desde meados dos anos 1970. Com pouco mais de metade das reservas esgotadas e com o aumento contínuo dos preços do petróleo, as receitas mais próximas décadas devem ser menores.
Um setor agrícola altamente mecanizado emprega 4% da força de trabalho do país, mas fornece grandes excedentes para a indústria de processamento de alimentos e para a exportação. Os Países Baixos são o terceiro país em valor de suas exportações agrícolas, atrás dos Estados Unidos e da França, sendo que as exportações lucram cerca de 55 bilhões de dólares anualmente. Uma parcela significativa das exportações agrícolas neerlandesas são derivadas de plantas, flores e bulbos recém-colhidos, sendo que o país responde por dois terços do total de exportações desses produtos no mundo. O país também exporta um quarto de todas as exportações mundiais de tomate. A Holanda também exporta um quinze avos de maçãs do mundo.

### Turismo

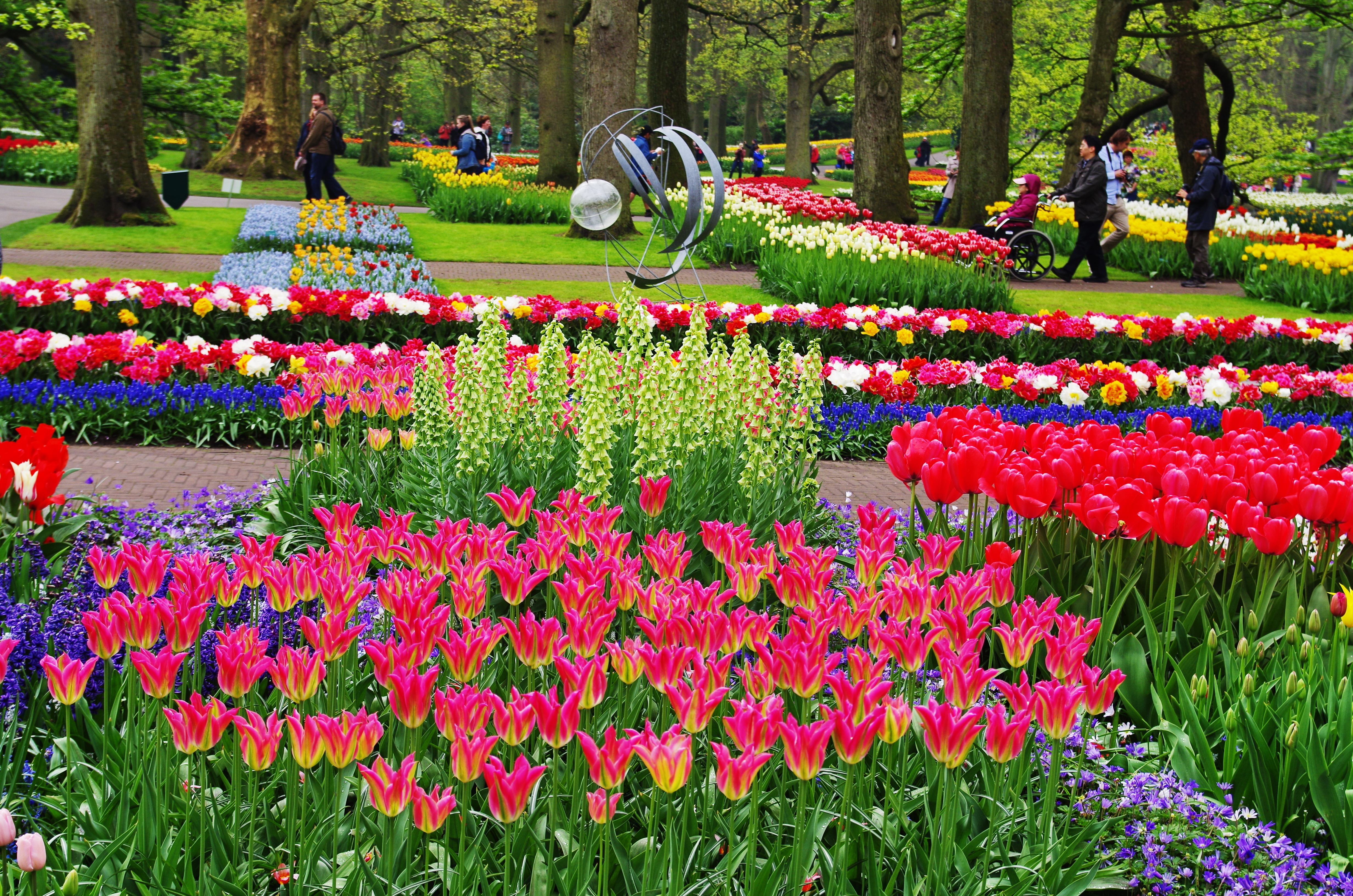
Keukenhof, um dos maiores jardins do mundo

Em 2011, os Países Baixos foram visitados por 11,3 milhões de turistas estrangeiros. Em 2012, a indústria do turismo neerlandesa contribuiu com 5,4% no total para o PIB do país e 9,6% no total do seu mercado de trabalho. Classificada globalmente nas posições 147ª e 83ª em porcentagem do PIB e emprego, respectivamente, a indústria do turismo no país ainda é um setor relativamente pequeno da economia holandesa.
A Holanda do Norte foi, de longe, a província mais popular entre os visitantes de outros países em 2011. De todos os 11,3 milhões de turistas, 6 milhões visitaram essa região. A Holanda do Sul ficou em segundo lugar, com 1,4 milhão. Alemães, britânicos e belgas constituíram a maioria dos turistas estrangeiros, respectivamente com 3, 1,5 e 1,4 milhões de visitantes. Em 2017, o país foi visitado por 17 milhões de estrangeiros (com mais de 5 milhões vindos da Alemanha), tornando-se o 20º país mais visitado do mundo.

## Infraestrutura

### Energia

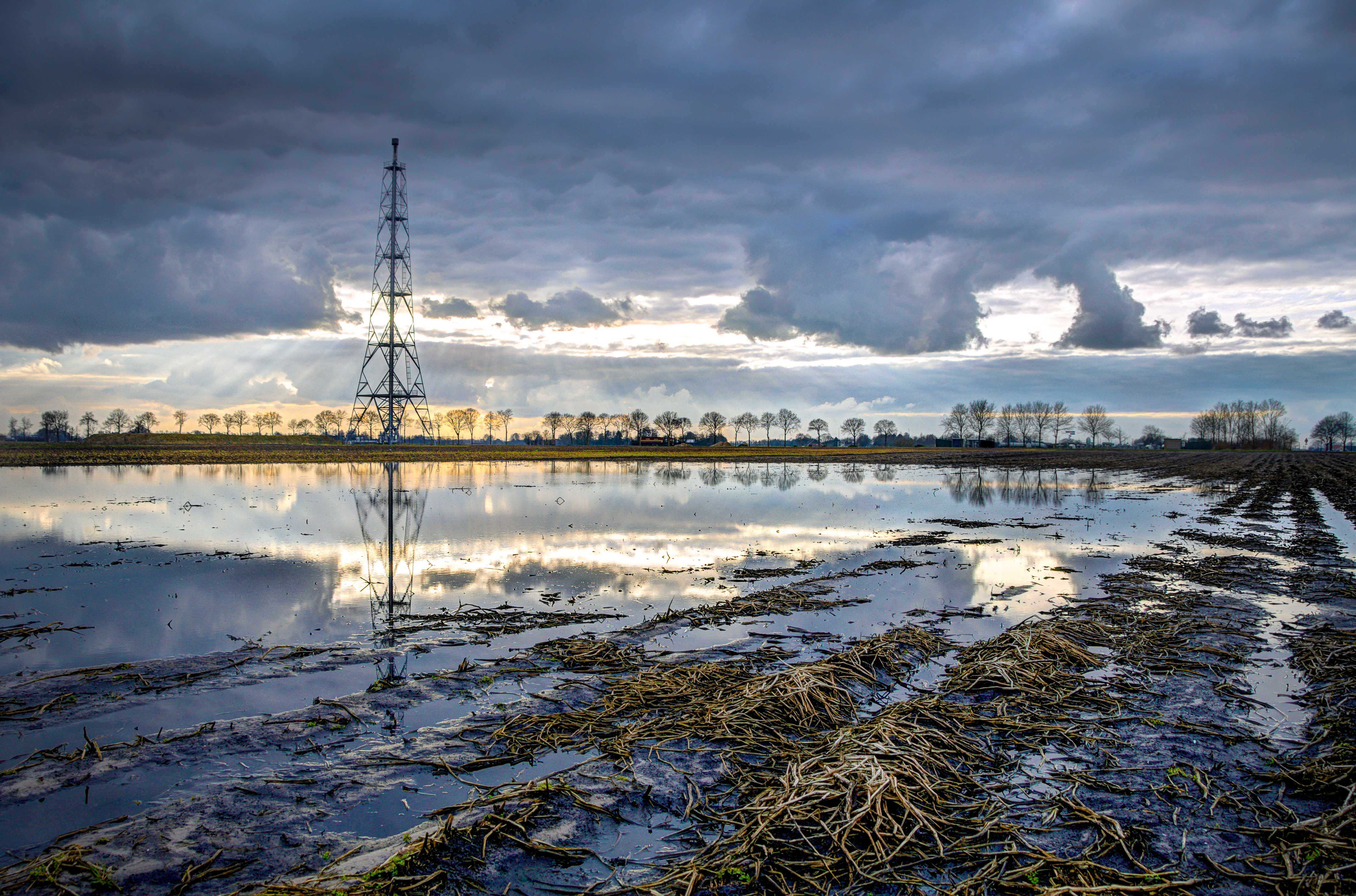
O campo de gás Groningen, cuja descoberta em 1959 transformou a economia holandesa, gerando 159 bilhões de euros em receitas desde meados da década de 1970

A partir da década de 1950, os Países Baixos descobriram enormes recursos de gás natural, cuja venda gerou enormes receitas para o país durante décadas, adicionando centenas de bilhões de euros ao orçamento do governo. No entanto, as consequências imprevistas da enorme riqueza energética do país impactaram a competitividade de outros setores da economia, levando à teoria da doença holandesa.
Além do carvão e do gás, o país não possui recursos minerais. A última mina de carvão foi fechada em 1974. A exploração do campo de gás Groningen, um dos maiores campos de gás natural do mundo, resultou em 159 bilhões de euros em receitas desde meados da década de 1970. O campo é operado pela Gasunie, de propriedade do governo, e a produção é explorada em conjunto pelo governo, a Royal Dutch Shell e a Exxon Mobil por meio da NAM (Nederlandse Aardolie Maatschappij). Os Países Baixos têm cerca de 25% das reservas de gás natural da União Europeia. O setor de energia foi responsável por quase 11% do PIB em 2014.
Os Países Baixos enfrentam desafios futuros, visto que se prevê que o fornecimento de energia ficará aquém da demanda no ano de 2025 no setor do gás. Isso é atribuído ao esgotamento do principal campo de gás do país, Groningen, e aos terremotos que atingiram a região por conta da extração do recurso. Além disso, há ambiguidade em torno da viabilidade de produção de gás não convencional. Os Países Baixos dependem muito do gás natural para fornecer energia e o recurso natural é a principal fonte de aquecimento para as famílias no país, e representou 35% da matriz energética do país em 2014.
Apesar do uso histórico da energia eólica para drenar água e moer grãos, os Países Baixos estão atualmente atrás de todos os outros países da União Europeia na produção de fontes de energias renováveis. Em 2019, o país produziu apenas 8,6% de sua energia total a partir de fontes renováveis. De acordo com as estatísticas publicadas pela UE em 2020, os Países Baixos são os últimos entre os membros da UE a abandonar as fontes de energia que contribuem para o aquecimento global. As principais fontes renováveis no país são biomassa, eólica, solar e geotérmica e aerotérmica. Em 2018, o governo neerlandês tomou decisões para substituir o gás natural como a principal fonte de energia do país, com o aumento da eletrificação sendo uma parte importante desse processo.
Em 2021, os Países Baixos tinham, em energia elétrica renovável instalada, 37 MW em energia hidroelétrica, 7 801 MW em energia eólica (14º maior do mundo), 14 249 MW em energia solar (12º maior do mundo), e 650 MW em biomassa.

### Educação

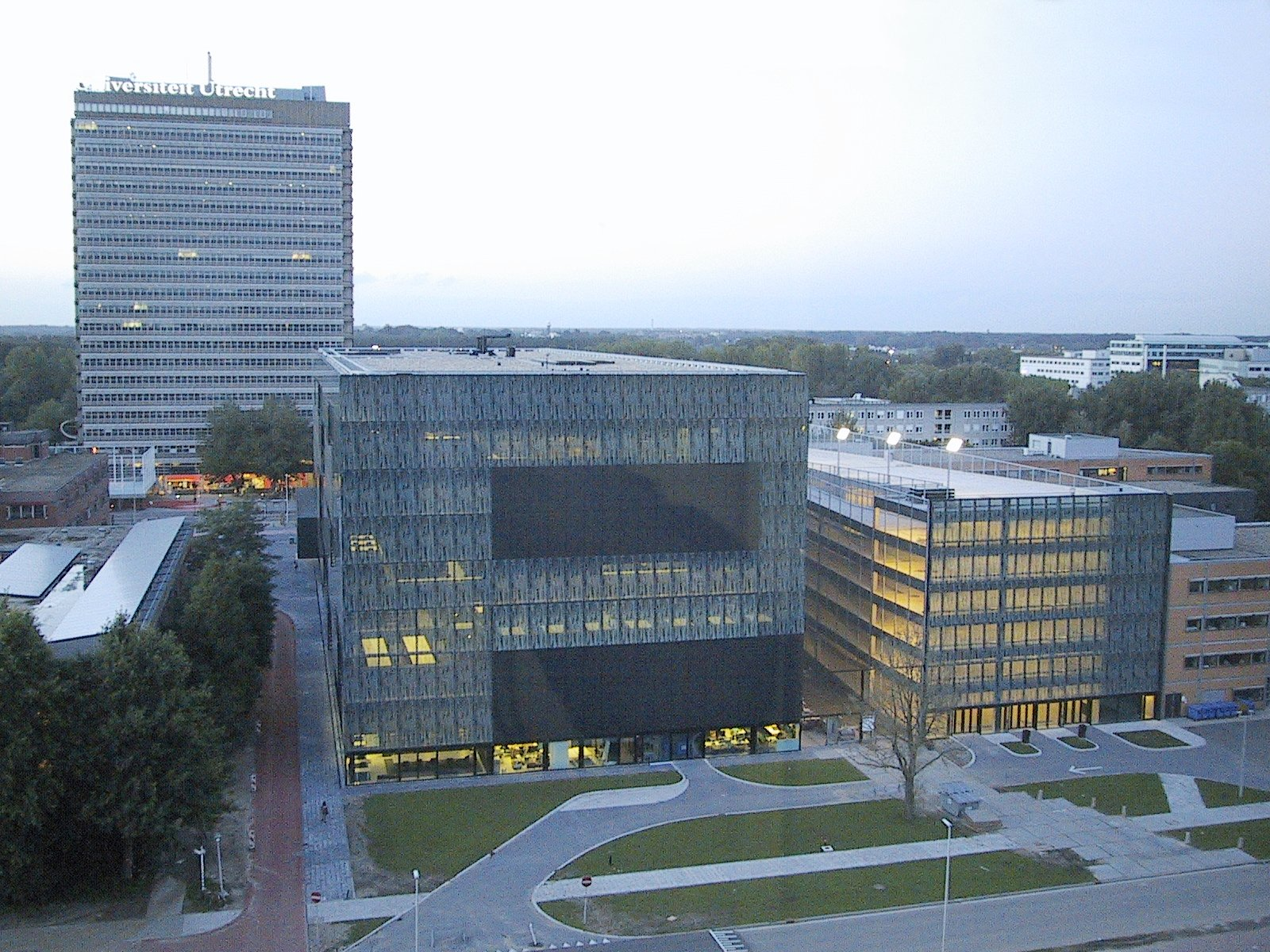
Parque Científico da Universidade de Utreque

A educação nos Países Baixos é obrigatória entre as idades de 5 e 16 anos. Se uma criança não tiver uma "qualificação inicial", ela ainda será forçada a frequentar as aulas até obter tal qualificação ou alcançar a idade de 18 anos.
O educação secundária tem quatro graus e está subdividido em vários níveis. Concluir com sucesso essa etapa resulta em um diploma vocacional de baixo nível que concede acesso a educação de nível médio, uma forma de educação que se concentra principalmente no ensino de um ofício prático ou de um diploma vocacional. Com essa certificação, o aluno pode se inscrever para o ensino profissionalizante, que concede diplomas de bacharelado profissional, semelhantes aos diplomas politécnicos. Um diploma desses dá acesso ao ensino superior. As universidades oferecem um bacharelado de três anos, seguido de um mestrado de um ou dois anos, que por sua vez pode ser seguido por um programa de doutorado de quatro ou cinco anos. Os Países Baixos ficaram em 5º lugar no Índice de Inovação Global em 2020, abaixo do 4º lugar em 2019.

### Saúde
Em 2016, os Países Baixos mantiveram a sua posição no topo do Euro Health Consumer Index (EHCI), que compara os sistemas de saúde na Europa, marcando 916 de um máximo de 1 000 pontos. O país está entre os três principais em cada relatório publicado desde 2005. Em 48 indicadores, como direitos e informações do paciente, acessibilidade, prevenção e resultados, os Países Baixos garantiram sua posição de liderança entre 37 países europeus por seis anos consecutivos. O país foi classificado em primeiro lugar em um estudo em 2009 comparando os sistemas de saúde dos Estados Unidos, Austrália, Canadá, Alemanha e Nova Zelândia.

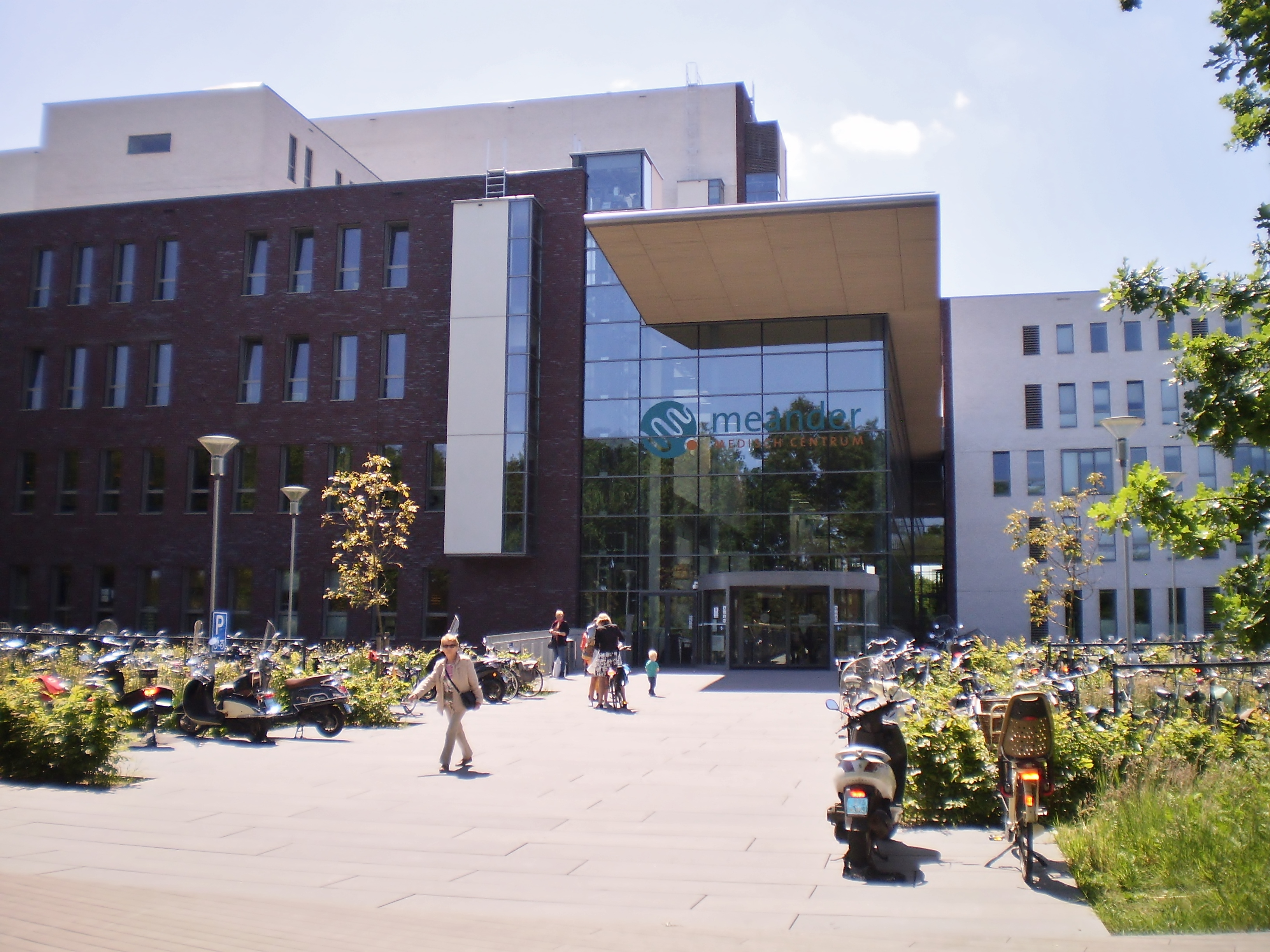
Hospital público em Amersfoort

Desde uma grande reforma do sistema de saúde em 2006, o sistema holandês recebeu mais pontos no índice a cada ano. De acordo com o HCP (Health Consumer Powerhouse), os Países Baixos têm um “sistema do caos”, o que significa que os pacientes têm um grande grau de liberdade, desde onde comprar o seu seguro de saúde até onde obtêm o seu serviço de saúde. A diferença com outros países é que como caos é administrado. As decisões de saúde são feitas em um diálogo entre os pacientes e os profissionais de saúde. A saúde no país pode ser dividida de várias maneiras: três escalões, em saúde somática e mental e em 'cura' (curto prazo) e 'cuidado' (longo prazo). Os médicos domiciliares (huisartsen, comparáveis aos clínicos gerais) formam a maior parte do primeiro escalão. Ser referenciado por um membro do primeiro escalão é obrigatório para o acesso ao segundo e terceiro escalão. Em comparação com outros países ocidentais, o sistema de saúde é bastante eficaz, mas não é o mais econômico.
A saúde nos Países Baixos é financiada por um sistema duplo que entrou em vigor em janeiro de 2006. Os tratamentos de longo prazo, especialmente aqueles que envolvem hospitalização semipermanente, e também os custos de incapacidade, como cadeiras de rodas, são cobertos por um seguro obrigatório controlado pelo Estado. Isso está previsto na Algemene Wet Bijzondere Ziektekosten ("Lei Geral sobre Custos de Saúde Excepcionais"), que entrou em vigor pela primeira vez em 1968. Em 2009, este seguro cobria 27% de todas as despesas de saúde.
Para todos os tratamentos médicos regulares (de curta duração), existe um sistema de seguro saúde obrigatório, com seguradoras privadas de saúde, que são obrigadas a fornecer um pacote com um conjunto definido de tratamentos segurados. Este seguro cobre 41% de todas as despesas de saúde. Outras fontes de pagamento de cuidados de saúde são impostos (14%), pagamentos diretos (9%), pacotes opcionais de seguro saúde adicionais (4%) e uma variedade de outras fontes (4%).

### Transportes

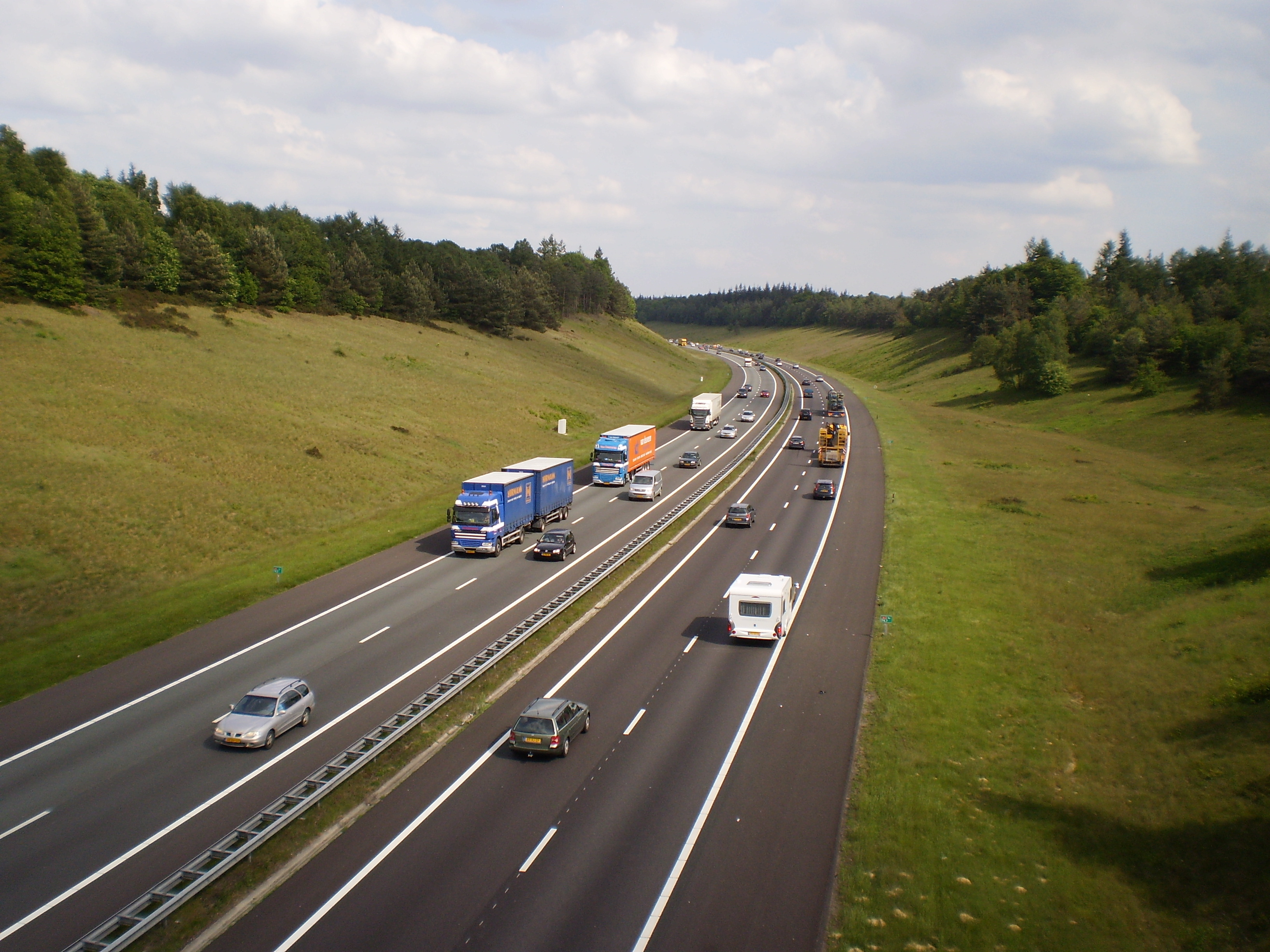
Autoestrada A1, em Gelderland

A mobilidade nas estradas holandesas tem crescido continuamente desde 1950 e agora ultrapassa 200 bilhões de km percorridos por ano, três quartos dos quais são feitos de carro. Cerca de metade de todas as viagens na Holanda são feitas de carro, 25% de bicicleta, 20% a pé e 5% de transporte público. Com uma rede rodoviária total de 139 295 km, que inclui 2 758 km de vias expressas, a Holanda tem uma das redes rodoviárias mais densas do mundo - muito mais densa do que a Alemanha e a França, mas ainda não tão densa quanto a Bélgica. Como parte de seu compromisso com a sustentabilidade ambiental, o governo da Holanda iniciou um plano para estabelecer mais de 200 estações de recarga para veículos elétricos em todo o país, tendo como objetivo fornecer pelo menos uma estação em um raio de 50 quilômetros de cada casa na Holanda. Atualmente, o país hospeda mais de um quarto de todas as estações de recarga na União Europeia. Essa participação sobe para 30% se o Brexit for levado em consideração. Além disso, os carros recém-vendidos nos Países Baixos têm, em média, as emissões de CO2 mais baixas da UE.

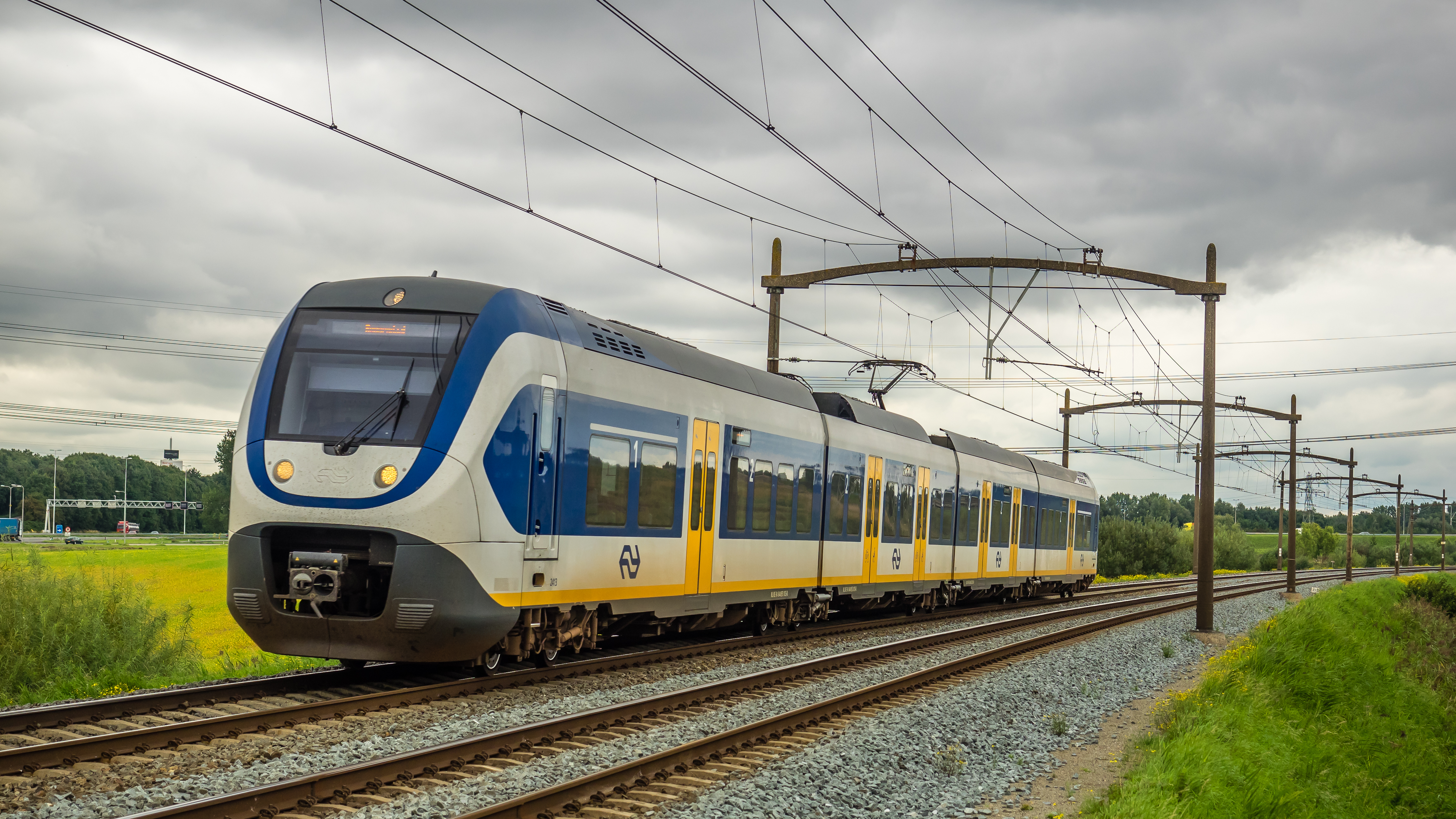
Um trem regional operado pela Nederlandse Spoorwegen (NS)

Cerca de 13% de toda a distância é percorrida por transporte público, a maioria dos quais de trem. Como em muitos outros países europeus, a rede ferroviária holandesa de 3 013 km de rota também é bastante densa. A rede concentra-se principalmente nos serviços ferroviários de passageiros e conecta todas as principais cidades, com mais de 400 estações. Os trens são frequentes, com dois trens por hora em linhas menores, dois a quatro trens por hora em média, e até oito trens por hora nas linhas mais movimentadas.
O ciclismo é um meio de transporte onipresente na Holanda. Quase tantos quilômetros são percorridos por bicicleta quanto por trem. Estima-se que os holandeses tenham pelo menos 18 milhões de bicicletas, o que dá mais de uma per capita e o dobro dos cerca de 9 milhões de veículos motorizados nas estradas. Em 2013, a Federação Europeia de Ciclistas classificou os Países Baixos e a Dinamarca como os países mais amigáveis com as bicicletas na Europa. A infraestrutura de ciclismo é abrangente e estradas movimentadas receberam cerca de 35 mil km de ciclovias, fisicamente segregadas do tráfego motorizado.

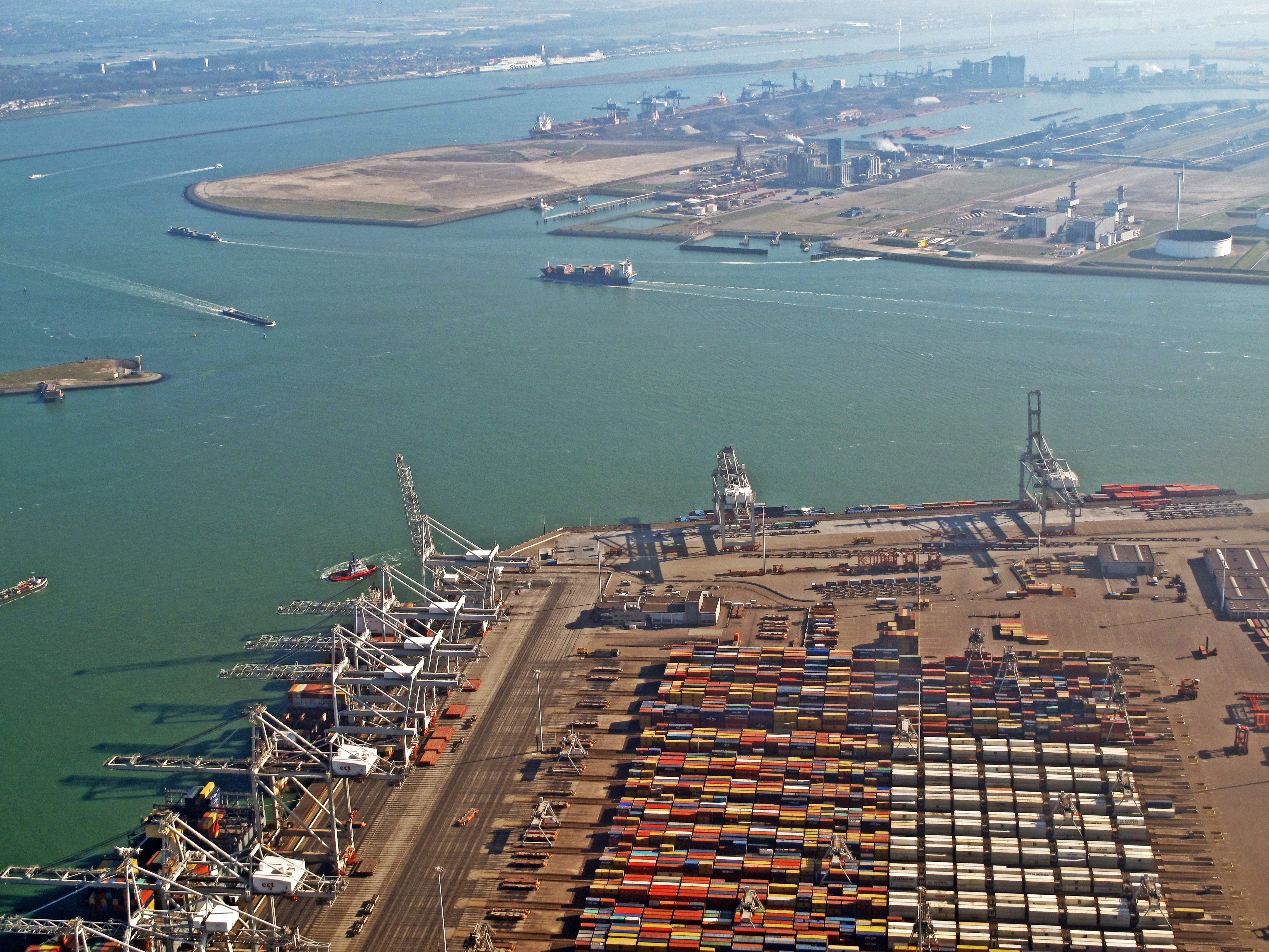
Porto de Roterdã, um dos mais movimentados do mundo

Até a introdução dos trens, os navios eram o principal meio de transporte na Holanda. E o transporte hidroviário continuou sendo crucial depois disso. O Porto de Roterdã é o maior porto da Europa e o maior porto do mundo fora da Ásia Oriental, com os rios Mosa e Reno proporcionando excelente acesso ao interior rio acima chegando a Basileia, Suíça, Alemanha e França. Em 2013, Roterdã era o oitavo maior porto de contêineres do mundo, movimentando 440,5 milhões de toneladas métricas de carga anualmente. As principais atividades do porto são a indústria petroquímica e a movimentação e transbordo de carga geral. O porto funciona como um importante ponto de trânsito para materiais a granel e entre o continente europeu e o exterior. De Roterdã, as mercadorias são transportadas por navio, barcaça fluvial, trem ou estrada. As Volkeraksluizen entre Rotterdam e Antuérpia são as maiores comportas para navegação interior do mundo em termos de tonelagem que passa por elas. Em 2007, o Betuweroute, uma nova ferrovia de carga rápida de Roterdã para a Alemanha, foi concluída. Os Países Baixos também hospedam o quarto maior porto da Europa em Amsterdã. A frota de navegação interior dos Países Baixos a é a maior da Europa e o país também tem a maior frota de navios históricos ativos do mundo.

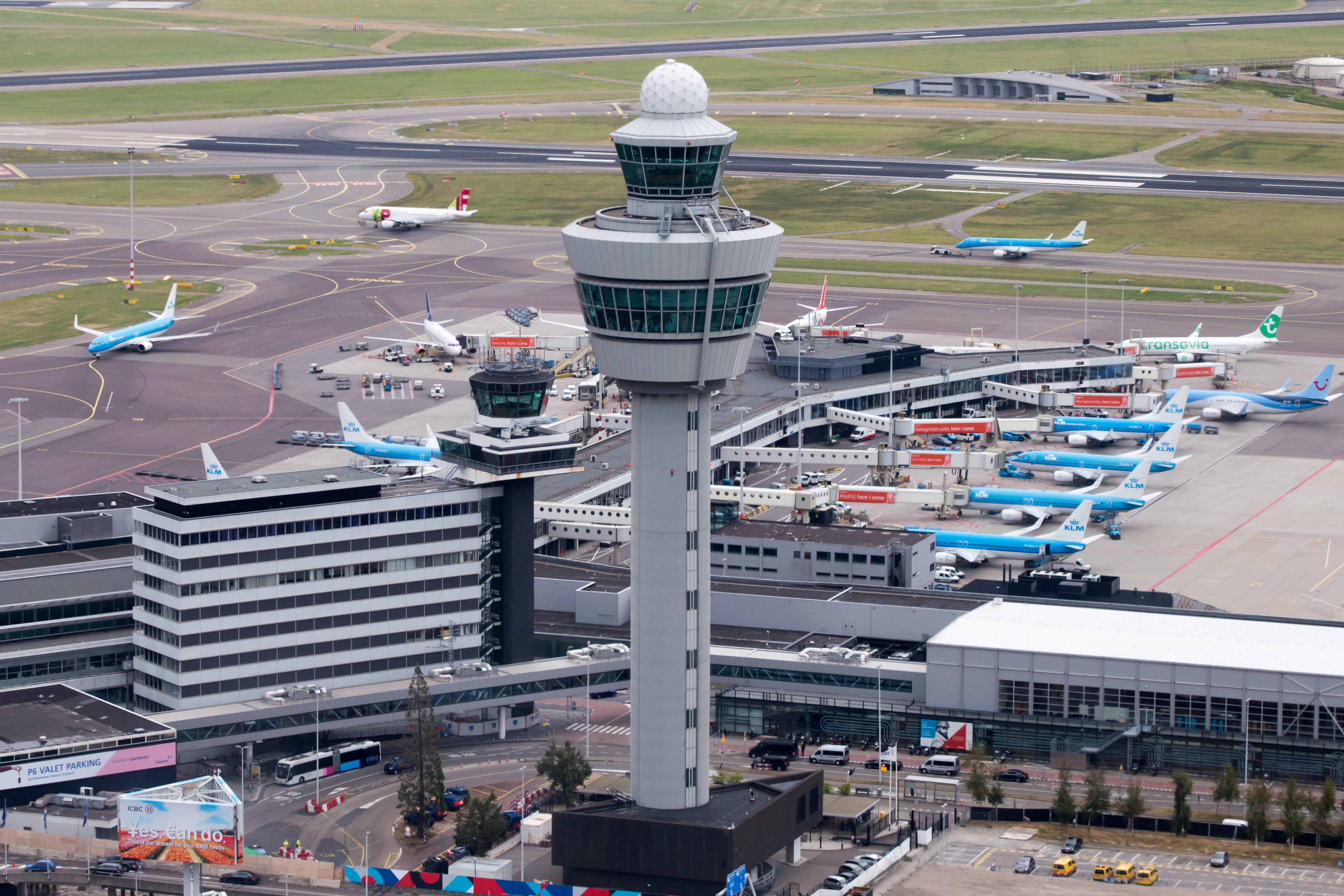
Aeroporto de Schiphol

O Aeroporto de Schiphol, a sudoeste de Amsterdã, é o principal aeroporto internacional da Holanda e o terceiro aeroporto mais movimentado da Europa em termos de passageiros. Schiphol é o principal hub da KLM, a companhia aérea nacional e a mais antiga do mundo. Todo o tráfego aéreo é internacional e o aeroporto de Schiphol está conectado a mais de 300 destinos em todo o mundo, mais do que qualquer outro aeroporto europeu. O aeroporto também é um importante centro de carga, processando 1,44 milhão de toneladas de carga em 2020. Os aeroportos internacionais menores no país incluem o Aeroporto de Eindhoven e o Aeroporto de Roterdã-Haia. O transporte aéreo é de importância vital para a parte caribenha do Reino dos Países Baixos, com todas as ilhas tendo seu próprio aeroporto. Isso inclui a pista mais curta do mundo em Saba.

## Cultura

### Artes, filosofia e literatura

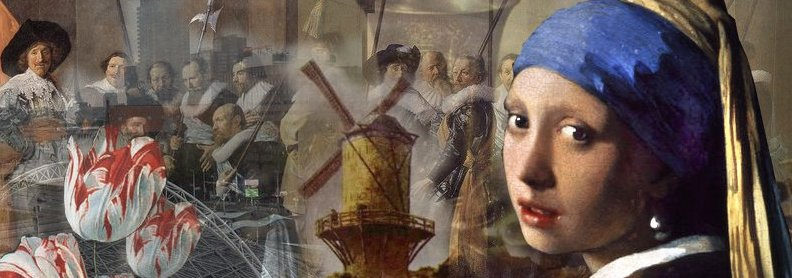
Símbolos da cultura neerlandesa

Os Países Baixos têm tido muitos pintores renomados ao longo dos séculos. Durante o século XVII, quando a república neerlandesa era bem próspera, houve o surgimento de grandes artistas e aquela época ficou conhecida como a era dos mestres neerlandeses, entre eles: Rembrandt van Rijn, Johannes Vermeer, Jan Steen e Jacob van Ruysdael. Grandes pintores dos séculos XIX e XX foram Vincent van Gogh e Piet Mondriaan. M.C. Escher é um artista gráfico também muito conhecido por suas obras. Willem de Kooning nasceu e se aperfeiçoou em Roterdão, embora tenha conquistado sua fama sendo conhecido como um artista estadunidense. Um outro mestre dos Países Baixos é Han van Meegeren.
Na filosofia, o país deu ao Renascimento Erasmo de Roterdão; mais tarde, a tolerância religiosa permitiu que os talentos de Baruch de Espinoza e René Descartes florescessem. Na Idade de Ouro do século XVII, a literatura neerlandesa também floresceu, com Joost van den Vondel e P. C. Hooft como os nomes mais famosos. No século XIX, Multatuli descreveu o mau tratamento dos nativos na Indonésia uma das colônias neerlandesas. Autores importantes do último século incluem Harry Mulisch, Jan Wolkers, Simon Vestdijk, Cees Nooteboom, Gerard van het Reve e Willem Frederik Hermans. O Diário de Anne Frank também foi escrito nos Países Baixos.

### Sistema de valores holandês

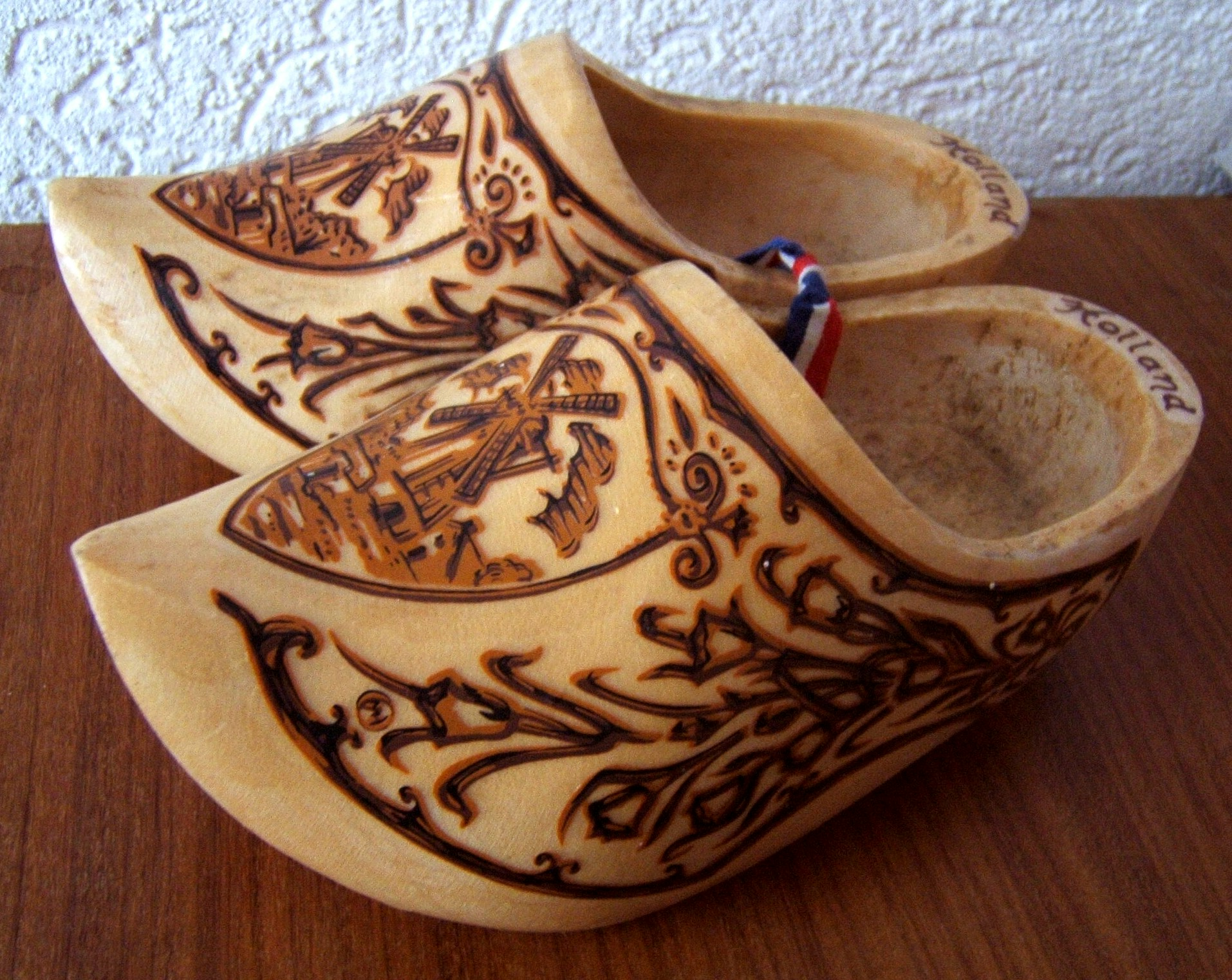
Tamancos neerlandeses de madeira: um dos símbolos do país

Os holandeses têm um código de etiqueta que governa o comportamento social e é considerado importante. Devido à posição internacional dos Países Baixos, muitos livros foram escritos sobre o assunto. Alguns costumes podem não ser verdade em todas as regiões e nunca são absolutos. Além daqueles específicos para os holandeses, muitos pontos gerais de etiqueta europeia também se aplicam aos holandeses.
As maneiras holandesas são abertas e diretas com uma atitude sensata; informalidade combinada com a adesão ao comportamento básico. De acordo com uma fonte bem-humorada da cultura holandesa, "Sua franqueza dá a impressão de que eles são rudes e grosseiros - atributos que eles preferem chamar de abertura". Uma fonte bem conhecida e mais séria sobre a etiqueta holandesa é "Dealing with the Dutch" de Jacob Vossestein: "O igualitarismo holandês é a ideia de que as pessoas são iguais, especialmente do ponto de vista moral, e consequentemente, causa a postura um tanto ambígua dos holandeses. para a hierarquia e status".
A Holanda é um dos países mais seculares da Europa, e a religião é na Holanda geralmente considerada como uma questão pessoal que não deve ser propagada em público, embora muitas vezes continue a ser um assunto de discussão. Para 17% da população, a religião é importante e 14% vão à igreja semanalmente.

### Música

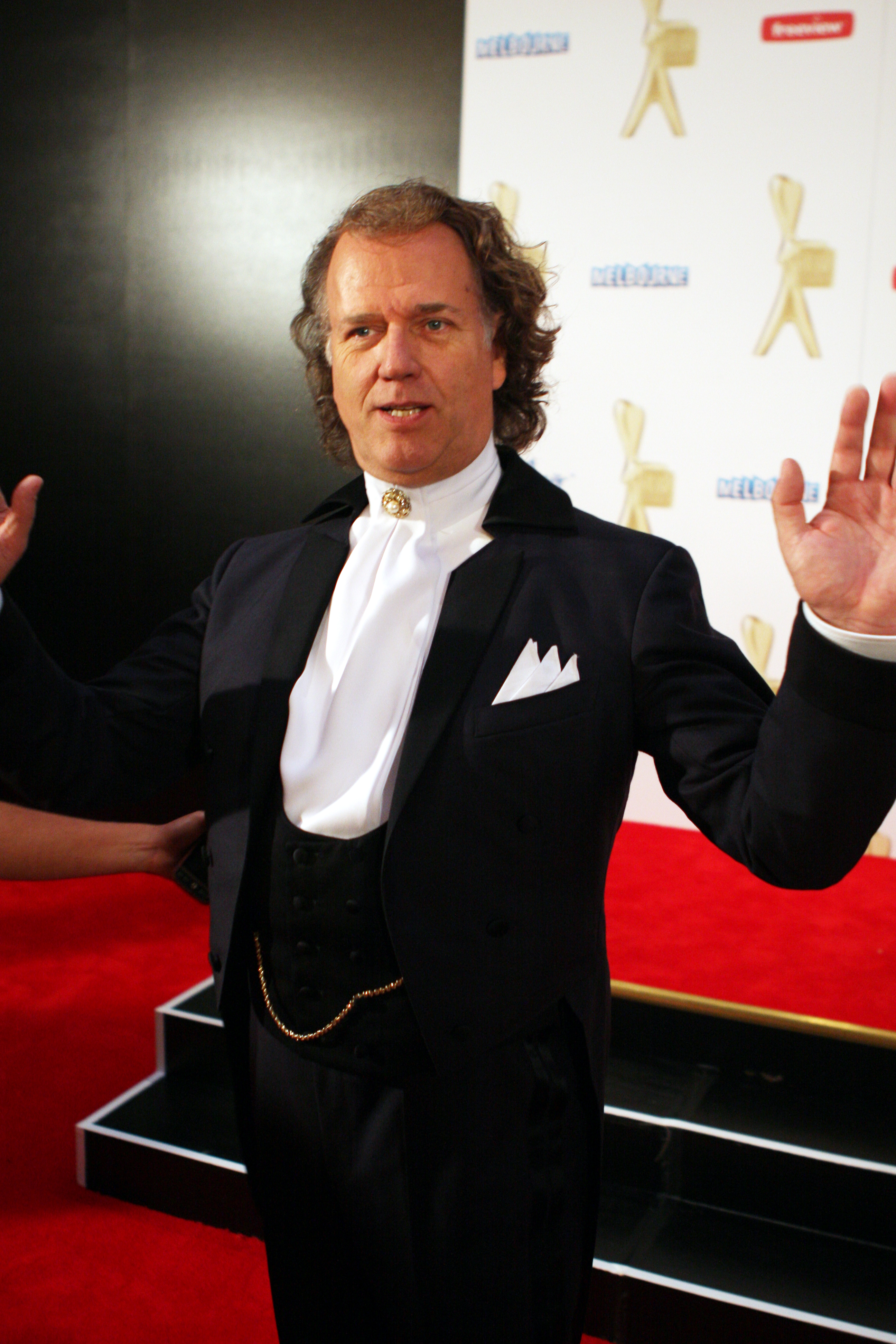
André Rieu em 2011

Os Países Baixos têm várias tradições musicais. A música tradicional holandesa é um gênero conhecido como "Levenslied", que significa Canção da vida, em uma extensão comparável a uma "Chanson" francesa ou a um "Schlager" alemão. Na música clássica, Jan Sweelinck é o compositor holandês mais famoso, com Louis Andriessen entre os compositores clássicos holandeses vivos mais conhecidos. Ton Koopman é um maestro, organista e cravista holandês. Ele também é professor do Conservatório Real de Haia. Violinistas notáveis são Janine Jansen e André Rieu. Este último, junto com sua Johann Strauss Orchestra, levou música clássica e valsa em turnês mundiais de concertos, cujo tamanho e receita só são vistos nos maiores grupos de rock e pop do mundo. A composição clássica holandesa mais famosa é "Canto Ostinato" de Simeon ten Holt, uma composição minimalista para vários instrumentos. A aclamada harpista Lavinia Meijer em 2012 lançou um álbum com obras de Philip Glass que ela transcreveu para harpa, com a aprovação do próprio Glass. O Concertgebouw (concluído em 1888) em Amsterdã é o lar da Orquestra Real do Concertgebouw, considerada uma das melhores orquestras do mundo.
Desde a década de 1990, a música eletrônica holandesa ganhou grande popularidade no mundo em muitas formas, do trance, techno e gabber ao hardstyle. Alguns dos DJs de dance music mais conhecidos do mundo vêm dos Países Baixos, incluindo Armin van Buuren, Tiësto, Hardwell, Martin Garrix, Dash Berlin, Julian Jordan, Nicky Romero, W&W, Don Diablo e Afrojack; os quatro primeiros foram classificados como os melhores do mundo pela DJ Mag Top 100 DJs. O Amsterdam Dance Event (ADE) é a conferência de música eletrônica líder mundial e o maior festival de clubes para os muitos subgêneros eletrônicos do planeta.

### Esportes

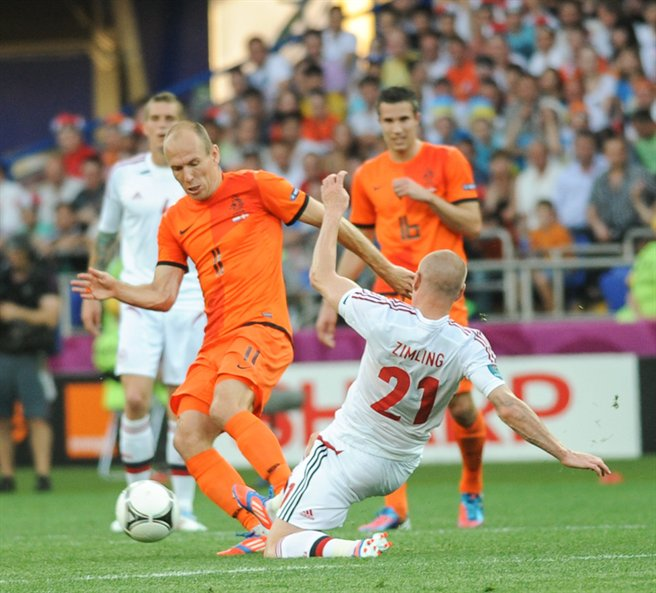
Jogadores de futebol holandeses Arjen Robben e Robin van Persie durante um jogo entre Países Baixos e Dinamarca na Euro 2012

Aproximadamente 4,5 milhões dos 16,8 milhões de pessoas nos Países Baixos estão registradas em um dos 35 mil clubes esportivos do país. Cerca de dois terços da população entre 15 e 75 anos prática esportes semanalmente.
O futebol é o esporte mais popular nos Países Baixos. Em seguida vêm o hóquei em campo e o vôlei como o segundo e terceiro esportes coletivos mais populares, respectivamente. A Seleção Neerlandesa de Futebol é um dos aspectos mais populares do esporte holandês; especialmente desde os anos 1970, quando um dos maiores jogadores de futebol de todos os tempos, Johan Cruyff, desenvolveu o Futebol Total com o técnico Rinus Michels. Tênis, ginástica e golfe são os três esportes individuais mais amplamente praticados no país.

### Feriados
| Data                           | Nome em português    | Nome local      | Observações |
| ------------------------------ | -------------------- | --------------- | --- |
| 1 de janeiro                   | Dia de Ano Novo      | Nieuwjaar       | |
| março/abril                    | Páscoa               | Pasen           | Nos Países Baixos, celebram-se a sexta-feira e segunda-feira de Páscoa. |
| 27 de abril                    | Dia do Rei           | Koningsdag      | Celebra o dia de aniversário do rei, sendo antecipado para o dia anterior se coincidir com um domingo (em 2014 o feriado será a 26 de abril). Instaurado originalmente em 31 de agosto de 1885 como o Dia da Princesa ("Prinsessedag") Guilhermina foi posteriormente alterado para Dia da Rainha (Koninginnedag). De 1948 até 2013 era celebrado a 30 de abril, data do aniversário da rainha, e depois rainha-mãe, Juliana, tendo sido mantido pela rainha Beatriz (1980-2013). |
| 4 de maio                      | Lembrança dos mortos | Dodenherdenking | Este dia é dedicado à memória dos que morreram durante a Segunda Guerra Mundial. O significado deste feriado tem se expandido, já que também se rememoram as pessoas mortas em missões das Nações Unidas. |
| 5 de maio                      | Dia da Libertação    | Bevrijdingsdag  | Celebração da capitulação alemã na Segunda Guerra Mundial. Feriado nacional só cada cinco anos. Feriado local em Wageningen, cidade onde foi assinada a capitulação. |
| Quarenta dias após a Páscoa    | Dia da Ascensão      | Hemelvaartsdag  | |
| Sete semanas após a Páscoa     | Pentecostes          | Pinksteren      | Os neerlandeses celebram dois dias de Pentecostes. |
| 5 de dezembro                  | Noite de São Nicolau | Sinterklaas     | As pessoas trocam presentes nesse dia. |
| 25 de dezembro, 26 de dezembro | Natal                | Kerstmis        | Os neerlandeses celebram dois dias de Natal: o primeiro (Eerste Kerstdag) e o segundo (Tweede Kerstdag). Diferente de muitos povos ocidentais, nesses dias não se trocam presentes (apenas no dia de Sinterklaas), focando mais no verdadeiro sentido natalino. |